# ダブリン
ダブリン（愛: Baile Átha Cliath、英: Dublin）は、アイルランド島東部に位置する、アイルランドの首都。
レンスター地方のダブリン県に属している。リフィー川河口、東海岸の湾に位置し、その南北に町が広がる。南にはウィックロー山地の一部であるダブリン山地に接している。2016年の人口は117万3179人だった。

## 概要

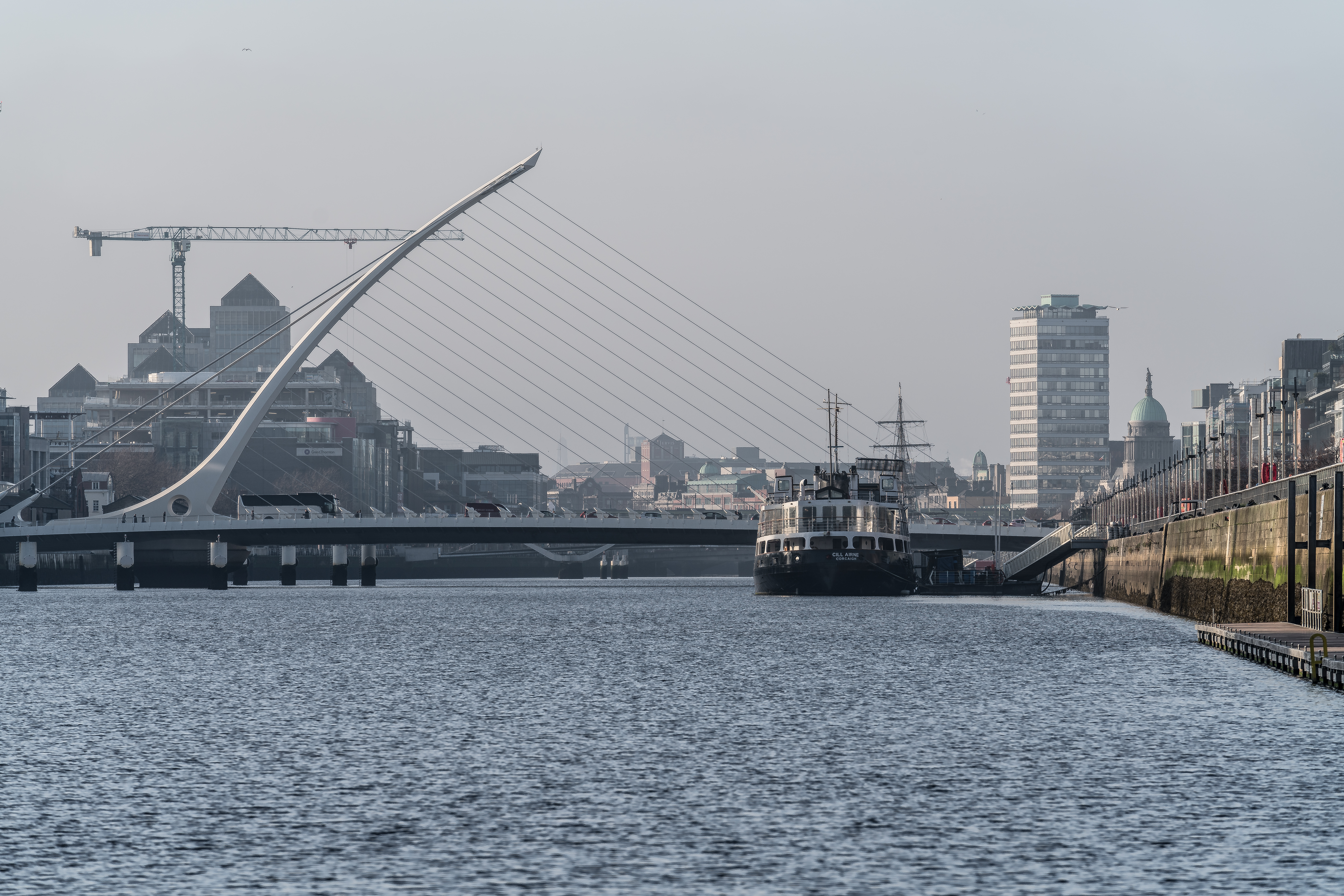
サミュエル・ベケット橋

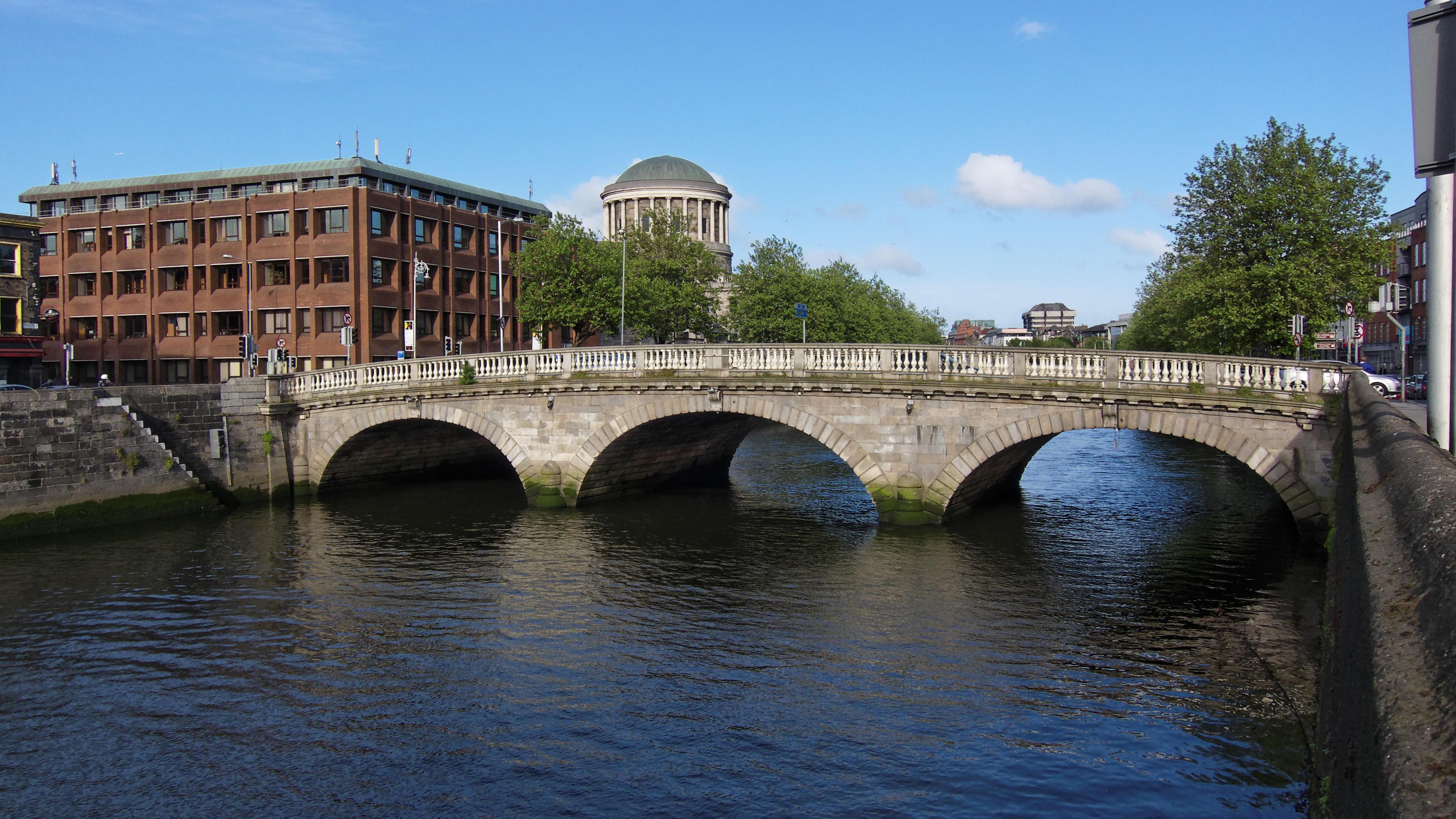
ダブリン橋としても知られるファザー・マシュー橋

アイルランドの政治・経済・交通・文化の中心地であり、アイルランドの全人口の44%がダブリン首都圏に集中するアイルランド国内最大の都市である。ヨーロッパ有数の世界都市であり、重要な金融センターのひとつになっている。
市内にはアイルランド人の権利の拡大に尽力した人々やイギリスからの独立運動のために命を落とした活動家の名前が記念日や通りの名前に多く見られる。ダニエル・オコンネルに因む町の目抜き通りのオコンネル通りやパトリック・ピアースにちなむピアース通り、コノリー駅などが例に挙げられる。これらは本来は別の名前がつけられていたが、1921年の独立後に改名されたものである（オコンネル通りはかつてはサックビル通りと呼ばれていた）。

### 名称
「ダブリン」は、初期の古典アイルランド語で「黒い水溜り」を意味する「Dubhlind/Duibhlind」に由来し、「黒い、暗い」を意味する「dubh」と、水溜りを意味する「lind」でからきている。
この水溜まりは、ポドル川がリフィー川に入った位置にあり、ダブリン城の裏手にある城庭の跡地にあった。
現代のアイルランド語では「Duibhlinn」と呼ばれているが、ダブリン県のアイルランド語の韻文によると、「Duílinn」と呼ばれている。
この発音は、古英語の「Difelin」、古ノルド語の「Dyflin・ᛑᛦᚠᛚᛁᚿ」、アイスランド語の「Dyflinn」、マン島語の「Divlyn」、ウェールズ語の「Dulyn」、ブルトン語の「Dulenn」など、他の言語にも受け継がれている。
アイルランドの他の地域では、「Duibhlinn」という名前が付けられており、「Devlin」、「Divlin」、「Difflin」と様々な形で英語化されている。
歴史的には、インシュラー体では、「b」の上に点をつけ、「bh」と書き、「Duḃlinn」または「Duiḃlinn」と表現していた。
アイルランド語の知識がなかった者は、ドットを省略し、「Dublin」と表記した。
現在では、ヴァイキングの入植地が、キリスト教の教会的な入植地として知られる「Duibhlinn」に先行していたと考えられており、そこから「Dyflin」の名前が付けられた。9世紀と10世紀には、現在の街がある場所に2つの集落があった。841年頃のヴァイキングの集落である「Dyflin」と、川をさらに遡ったところにあったゲール人の集落である「Áth Cliath」は、チャーチ通りの下の方にある現在のファーザー・マシュー橋（ダブリン橋としても知られている）にある。「Baile Átha Cliath」は、「編み垣の渡瀬の町」という意味で、現代アイルランド語ではダブリンを指すのに使われている。「Áth Cliath」は、ファザー・マシュー橋付近にある、リフィー川の分岐点を指している地名である。同名の町は他にもあり、例えばスコットランドのイースト・エアシャーのハールフォードには、「Àth Cliath」とスコットランド・ゲール語で表記されている。

## 地理

### 位置
ダブリンはリフィー川の河口に位置し、アイルランドの東中央部に位置する約115km2の土地面積を持つ。南はダブリン山地と呼ばれる低山地帯とウィックロー山脈の亜山脈に囲まれ、北と西は平坦な農地に囲まれている。

### 地形

#### 水域

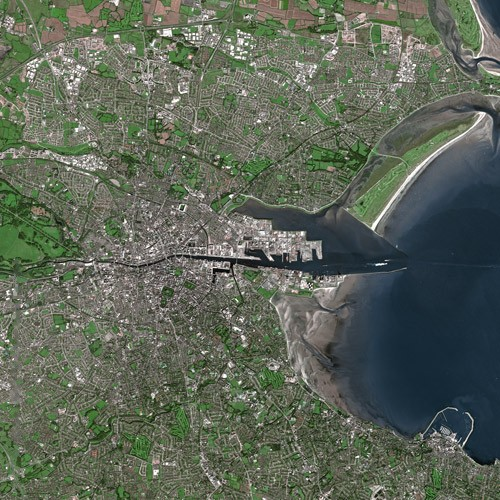
アイリッシュ海に注ぐリフィー川により、ダブリンは北岸及び南岸に分けられる。

リフィー川はダブリンを北岸と南岸の間で2つに分けている。リークスリップで北東方向から東方向にカーブしており、この地点で農地利用から都市開発への移行が行われている。
南東にダブリン湾に注ぐトルカ川と北東に流れるドダー川があり、リフィー川には複数の支流が存在している。また、複数の小川も海に流れている。
リフィー川に面した港には大型船舶用の埠頭があり、南のロイヤル運河と北のグランド運河の2つの大運河がダブリンとシャノン川を結び、市内を環状に流れている。
南東部のダブリン湾にブル島があり、付近に塩性湿地と砂丘地形が発達している。植物はアッケシソウ、ハリヒジキ、Cakile maritima、ボウアオノリ、ヒラアオノリ、オオバアオサ、Zostera noltiiなどがあり、動物はニシズグロカモメ、コクガン、オグロシギ、オオソリハシシギ、アオサギ、ホオジロガモ、ウミアイサ、アオアシシギ、コアジサシ、ミヤコドリ、ユキウサギのアイルランド亜種などが生息している。バルドイル湾を含む一帯はユネスコの生物圏保護区に指定されており、3カ所のラムサール条約登録地がある。

### 気候
日本の北海道よりも高緯度に位置するが、北西ヨーロッパの他の多くの地域と同様に、ダブリンは海洋性気候（Cfb）に属し、冬は温暖で、夏は涼しく、極端な気温の変化はない。1月の平均最低気温は2.4℃、7月の平均最高気温は20.2℃である。最も日照時間が長い月は5月と6月で、最も雨の多い月は10月で76mm、最も乾燥している月は2月で46mmである。年間降水量は日本よりも少ないが、降水量は一年を通して均等に分布している。
ダブリンは東海岸に位置しているため、アイルランドで最も乾燥しており、降水量は西海岸の約半分しかない。市内南部のリングゼンドは、年間平均降水量が683mmと国内で最も少なく、市内中心部の年間平均降水量は714mmとなっている。冬の主な降水量は雨であるが、11月から3月にかけては雪が降ることもある。ただ、雪よりも雹が降ることが多い。秋には大西洋からの強い風が吹くが、ダブリンは東海岸のため、他の地域に比べて影響は少ない。しかし、冬になると東風の影響で気温が下がり雪が降ることがある。
20世紀、ダブリンではスモッグと大気汚染が問題となり、1990年に瀝青燃料の使用が禁止された。黒煙の濃度が住民の心血管系や呼吸器系の死亡に関係していたことに対処するためである。禁止以来、非外傷性死亡率、呼吸器死亡率、心血管死亡率は減少しており、年間の死亡者は約350人と推定されている。
| ダブリン（1981～2020）の気候 | ダブリン（1981～2020）の気候 | ダブリン（1981～2020）の気候 | ダブリン（1981～2020）の気候 | ダブリン（1981～2020）の気候 | ダブリン（1981～2020）の気候 | ダブリン（1981～2020）の気候 | ダブリン（1981～2020）の気候 | ダブリン（1981～2020）の気候 | ダブリン（1981～2020）の気候 | ダブリン（1981～2020）の気候 | ダブリン（1981～2020）の気候 | ダブリン（1981～2020）の気候 | ダブリン（1981～2020）の気候 |
| 月                           | 1月                          | 2月                          | 3月                          | 4月                          | 5月                          | 6月                          | 7月                          | 8月                          | 9月                          | 10月                         | 11月                         | 12月                         | 年                           |
| ---------------------------- | ---------------------------- | ---------------------------- | ---------------------------- | ---------------------------- | ---------------------------- | ---------------------------- | ---------------------------- | ---------------------------- | ---------------------------- | ---------------------------- | ---------------------------- | ---------------------------- | ---------------------------- |
| 最高気温記録 °C （°F）       | 17.0 (62.6)                  | 18.1 (64.6)                  | 23.4 (74.1)                  | 22.2 (72)                    | 26.7 (80.1)                  | 28.9 (84)                    | 30.0 (86)                    | 30.6 (87.1)                  | 27.6 (81.7)                  | 24.2 (75.6)                  | 19.4 (66.9)                  | 17.2 (63)                    | 30.6 (87.1)                  |
| 平均最高気温 °C （°F）       | 8.0 (46.4)                   | 8.6 (47.5)                   | 10.3 (50.5)                  | 12.4 (54.3)                  | 15.1 (59.2)                  | 17.8 (64)                    | 19.6 (67.3)                  | 19.4 (66.9)                  | 17.0 (62.6)                  | 13.5 (56.3)                  | 10.3 (50.5)                  | 8.4 (47.1)                   | 13.4 (56.1)                  |
| 日平均気温 °C （°F）         | 5.3 (41.5)                   | 5.4 (41.7)                   | 6.5 (43.7)                   | 8.1 (46.6)                   | 10.7 (51.3)                  | 13.4 (56.1)                  | 15.2 (59.4)                  | 15.0 (59)                    | 13.0 (55.4)                  | 10.2 (50.4)                  | 7.4 (45.3)                   | 5.7 (42.3)                   | 9.7 (49.5)                   |
| 平均最低気温 °C （°F）       | 2.7 (36.9)                   | 2.6 (36.7)                   | 3.2 (37.8)                   | 4.2 (39.6)                   | 6.7 (44.1)                   | 9.3 (48.7)                   | 11.4 (52.5)                  | 11.4 (52.5)                  | 9.6 (49.3)                   | 7.2 (45)                     | 4.7 (40.5)                   | 3.1 (37.6)                   | 6.3 (43.3)                   |
| 最低気温記録 °C （°F）       | −15.6 (3.9)                  | −13.4 (7.9)                  | −9.4 (15.1)                  | −7.2 (19)                    | −5.6 (21.9)                  | −0.6 (30.9)                  | 0.6 (33.1)                   | 0.5 (32.9)                   | −1.7 (28.9)                  | −5.6 (21.9)                  | −9.4 (15.1)                  | −14.0 (6.8)                  | −15.6 (3.9)                  |
| 降水量 mm （inch）           | 62.8 (2.472)                 | 53.2 (2.094)                 | 53.9 (2.122)                 | 55.1 (2.169)                 | 57.6 (2.268)                 | 63.9 (2.516)                 | 61.2 (2.409)                 | 71.6 (2.819)                 | 63.5 (2.5)                   | 78.7 (3.098)                 | 85.3 (3.358)                 | 73.4 (2.89)                  | 780.2 (30.715)               |
| [ 要出典 ]                   |                              |                              |                              |                              |                              |                              |                              |                              |                              |                              |                              |                              |                              |

### 地域

#### 行政区画
ダブリン郵便局区
ダブリンは、郵便局区によって区分されている。リフィー川以北は奇数、以南は偶数となっている。ダブリン県の一部の地域（ダン・レアリー、ブラックロック、ルーカン、ソーズなど）では、郵便局区がない。
| ダブリン郵便局区                         | ダブリン郵便局区                                                       |
| ---------------------------------------- | ---------------------------------------------------------------------- |
| 北岸（リフィー川以北）                   | 南岸（リフィー川以南）                                                 |
| ダブリン1区                              | ダブリン2区                                                            |
| ダブリン3区                              | ダブリン4区（ダブリン市、ダン・レアリー＝ラスダウン市）                |
| ダブリン5区                              | ダブリン6区（ダブリン市、ダン・レアリー＝ラスダウン市）                |
| ダブリン7区                              | ダブリン6区（ダブリン市、南ダブリン市）                                |
| ダブリン9区                              | ダブリン8区                                                            |
| ダブリン11区（ダブリン市、フィンガル市） | ダブリン10区                                                           |
| ダブリン13区（ダブリン市、フィンガル市） | ダブリン12区                                                           |
| ダブリン15区（フィンガル市）             | ダブリン14区（ダブリン市、ダン・レアリー＝ラスダウン市、南ダブリン市） |
| ダブリン17区（ダブリン市、フィンガル市） | ダブリン16区（ダン・レアリー＝ラスダウン市、南ダブリン市）             |
|                                          | ダブリン18区（ダン・レアリー＝ラスダウン市）                           |
| ダブリン20区（ダブリン市、南ダブリン市） |                                                                        |
| ダブリン22区（南ダブリン市）             |                                                                        |
| ダブリン24区（南ダブリン市）             |                                                                        |

### 人口
ダブリン市はダブリン市議会が管轄する地域であるが、「ダブリン」とは隣接する地方自治体であるダン・レアリー＝ラスダウン市、フィンガル市、南ダブリン市の一部を含む都市部を指す言葉としても使われる。これら4つの地域を合わせ、伝統的にダブリン県を形成しており、「ダブリン地域」と呼ばれることもある。
2016年の国勢調査では、市議会が管理する行政区域の人口は554,554人、都市部の人口は1,173,179人であった。ダブリン県の人口は1,273,069人、ダブリン都市圏（ダブリン県・ミーズ県・キルデア県・ウィックロー県）の人口は1,904,806人だった。人口は急速に拡大しており、中央統計局の推計では2020年には210万人に達するとされている。

#### 移民
第二次世界大戦後、イタリア人はダブリンとアイルランドの両方で圧倒的に最大の移民グループであり、ケータリングやレストランの代名詞となった。
1990年代後半以降、ダブリンは大幅な純移民を経験しており、特にイギリス、ポーランド、リトアニアなどの欧州連合からの移民が最も多くなっている。
また、ブラジル、インド、フィリピン、中華人民共和国、ナイジェリアなど、ヨーロッパ以外の国からの移民も在住している。
ダブリンは、アイルランドの他の地域よりも新しい移民の割合が高い。
アイルランドのアジア系人口の60％がダブリンに在住している。
2006年には、ダブリンの人口の15％以上が外国生まれだった。
ダブリンは、他国からの非カトリック系移民の割合が最も高い。アイルランドでの世俗化の進展により、ダブリンのカトリック教会への定期的な出席率は1970年代半ばには90％を超えていたが、2011年の調査では14％にまで低下している。

#### 人種構成
2016年の国勢調査によると、ダブリンの人口は白人アイルランド人が86.2％（862,381人）、その他白人が13.2％（132,846人）、白人アイリッシュ・トラヴェラーが0.5％（5,092人）、黒人が2％（2万3,892人）、アジア人が4.6％（4万6,626人）となっている。さらに、2.7％（27,412人）は他の民族や文化的背景を持っており、4.9％（49,092人）は民族性を明言していない。

#### 新興宗教
宗教面では、68.2％がカトリック、12.7％がその他の宗教、19.1％が無宗教を表明していた。

#### ホームレス
2018年7月時点で、ダブリン地域内でホームレスの宿泊施設やその他の緊急住宅で生活している世帯は1,367世帯だった。

## 歴史

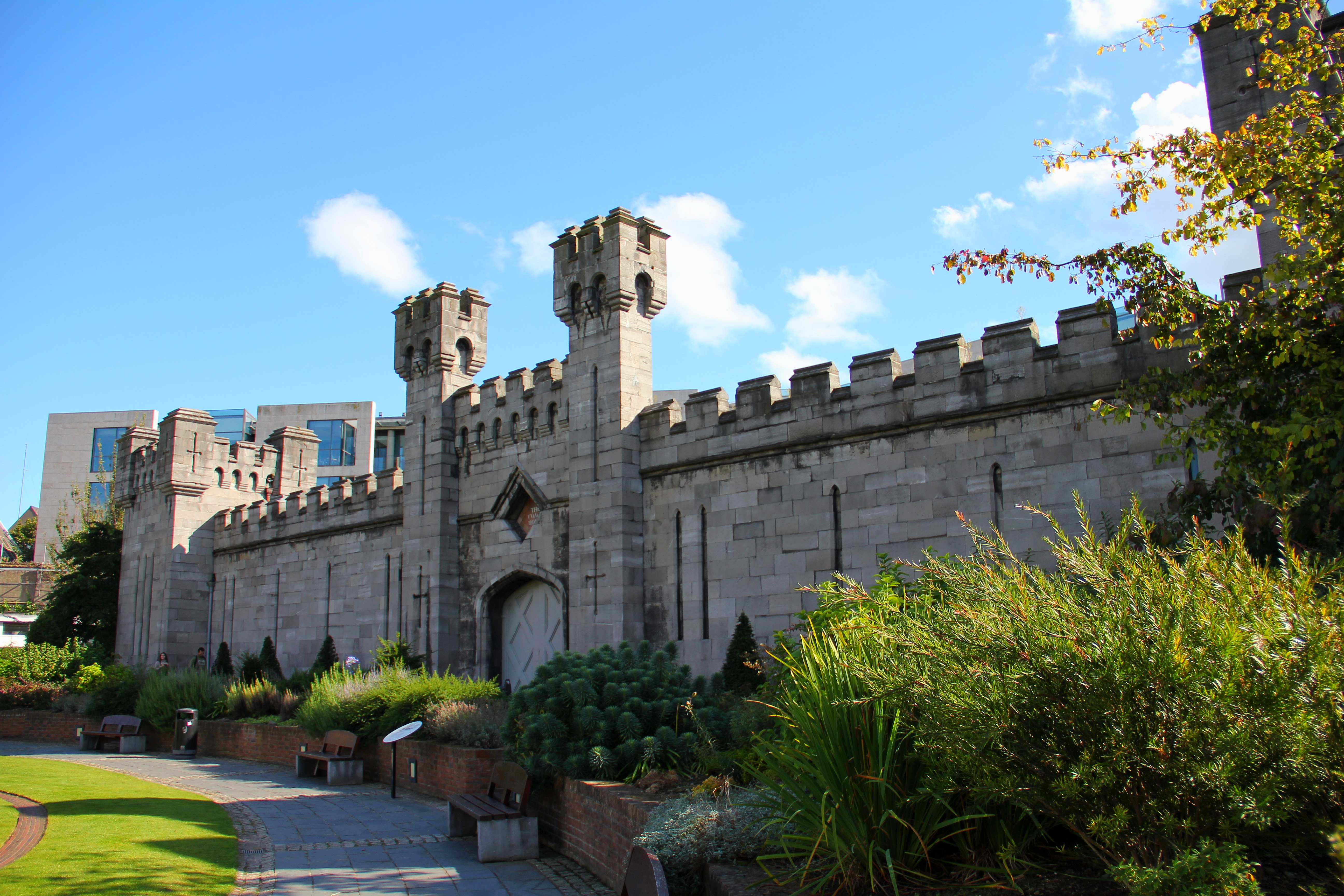
ダブリン城

### 先史時代・古代
ダブリン湾の地域は有史以前から有人だったが、西暦140年頃のプトレマイオス（古代ギリシャ・ローマ時代の天文学者・地図学者）の記述が、そこに定住していたことを示す最古の文献となっている。これを「Ἔβλανα πόλις」と呼んでいた。
ダブリンは1988年に千年紀を迎えた。アイルランド政府は988年の入植地が後にダブリン市となったと認識している。
現在では、841年頃のヴァイキングの入植が、キリスト教の教会的な入植地として知られる「Duibhlinn」に先行していたと考えられており、「Dyflin」はそこから名を取ったと言われている。9世紀と10世紀には、後に現在のダブリンとなる2つの集落があった。その後のスカンジナビア人の集落は、現在のウッド岸壁として知られる地域のリフィー川の支流であるポドル川に集中していた。「Dubhlinn（ドゥヴ・リン）」は、ポドル川の最も低い場所にある水溜りのことを指し、船を係留するのに使われていた。この水溜りは、ダブリン城内のチェスター・ビーティ図書館の向かい側、現在のキャッスル公園がある場所にもあり、18世紀初頭に都市の成長に伴い、最終的に浸水した。『クーリーの牛争い』では、「Dublind rissa ratter Áth Cliath（オー・クリアと呼ばれているダブリン）」と記載されている。

### 中世
ダブリンは10世紀にヴァイキングの居住地として設立され、アイルランド人による何度もの攻撃にもかかわらず、1169年にウェールズからノルマン人がアイルランドを侵攻するまで、大部分がヴァイキングの支配下にあった。1166年初頭にアイルランド上王のムルタ・マクロクリンが死去し、コノート王のルアリー・ウア・コンホヴァルがダブリンに上陸し、反対することなくアイルランド王に就任した。
歴史家によると、ダブリンの初期の経済成長の一部は、奴隷貿易に起因しているという説もある。アイルランドとダブリンの奴隷制度は、9世紀から10世紀にかけて頂点に達した。奴隷襲撃や誘拐の囚人は、アイリッシュ海の襲撃者や、奴隷制度を始めたヴァイキングに収益をもたらした。犠牲者の中には、ウェールズ、イングランド、ノルマンディーなどから来ていた。
レンスター王のダーマット・マクモローは、ペンブルック伯のリチャード・ド・クレア（愛称： 強弓）の助けを借り、ダブリンを征服した。マック・マローの死後、強弓は都市の支配権を獲得した後、自らをレンスター王と宣言した。強弓の侵略に成功したイングランド王のヘンリー2世は、1171年に大規模な侵略を行い、アイルランドの領主としての究極の主権となった。この頃、ダブリン市に隣接する一定の自由権とともに、ダブリン市の県（County）が設立され、1840年にダブリン市がダブリン男爵制から分離されるまで続いた。2001年以降は、両男爵領がダブリン市として再指定されている。
アイルランドにおけるノルマン勢力の中心地となったダブリン城は、1204年にイングランド王のジョンの命令を受け、大規模な防衛工事として築城された。1229年に初代ダブリン市長が任命された後、ダブリンの街は拡大し、13世紀末には8,000人の人口を抱えるまでになった。1317年にスコットランド王のロバート1世がダブリンを占領しようとしたにもかかわらず、貿易の中心地として繁栄した。14世紀に入っても、城壁で囲まれた比較的小さな中世の町のままで、周囲の先住民族の脅威にさらされていた。1348年には、ヨーロッパを襲ったペストがダブリンを襲い、その後の10年間で何千人もの死者を出した。
ダブリンは、ペイルとしてイングランド君主に編入された。16世紀のテューダー朝のアイルランド征服は、ダブリンに新たな時代の幕開けを告げ、アイルランドの行政支配の中心地として新たな存在感を発揮した。ダブリンをプロテスタントの街にしようと決意したイングランド女王のエリザベス1世は、1592年にダブリン大学のトリニティ・カレッジをプロテスタントの大学として設立し、カトリック教会の聖パトリック大聖堂とクライストチャーチ大聖堂をプロテスタントに改築するよう命じた。
1640年には21,000人の人口を擁していたが、1649年から1651年にかけてペストが発生し、住民のほぼ半数が全滅した。しかし、その後すぐにイギリスとの羊毛・リネン貿易の結果として再び繁栄し、1700年には人口は5万人を超えた。

### 近世
1759年にギネス醸造所が設立され、やがて世界最大の醸造所に成長し、ダブリンで最大の雇用主となった。
17世紀、イギリスのピューリタン革命の間、ダブリンはクロムウェルの議会派勢力に包囲された。1798年のアイルランド民族主義組織ユナイテッド・アイリッシュメンの蜂起に際してはダブリン攻略の試みは失敗し、1803年、1847年、1867年にも蜂起がくりかえされた。1916年と1919年から1921年のアイルランド蜂起では、ダブリンははげしい戦場となっている。
歴代のアイルランド王や有力者、またアイルランドを植民地支配したイングランドもダブリン城に行政の拠点を置き、アイルランド独立にいたるまでアイルランドの行政と政治の中心であった。
17世紀末頃より、大陸から来たユグノーやフランドル人によって各種工業が発展し、18世紀には大英帝国第2の都市、ヨーロッパでも5番目に大きい都市となった。旧市街にはこの頃に建てられた建築物が数多く残っている。

### 近代

#### イギリス植民地時代
1800年の合同法がアイルランド議会にて可決、成立した。これにより、グレートブリテン王国との合同が成され、それとともにアイルランド議会は解散した。この頃より、ダブリンは政治的、経済的衰退に苦しんだ。産業革命では大きな役割を果たさなかったが、行政の中心地であり、島の大部分の交通の要所であり続けた。アイルランドには当時の燃料である石炭の重要な供給源がなく、ダブリンはイギリスとアイルランドの産業発展のもうひとつの原動力である船舶製造の中心地ではなかった。ベルファストは国際貿易、工場でのリネン生地生産、造船業などが混在していたため、この時期のダブリンよりも早く発展した。

#### 独立

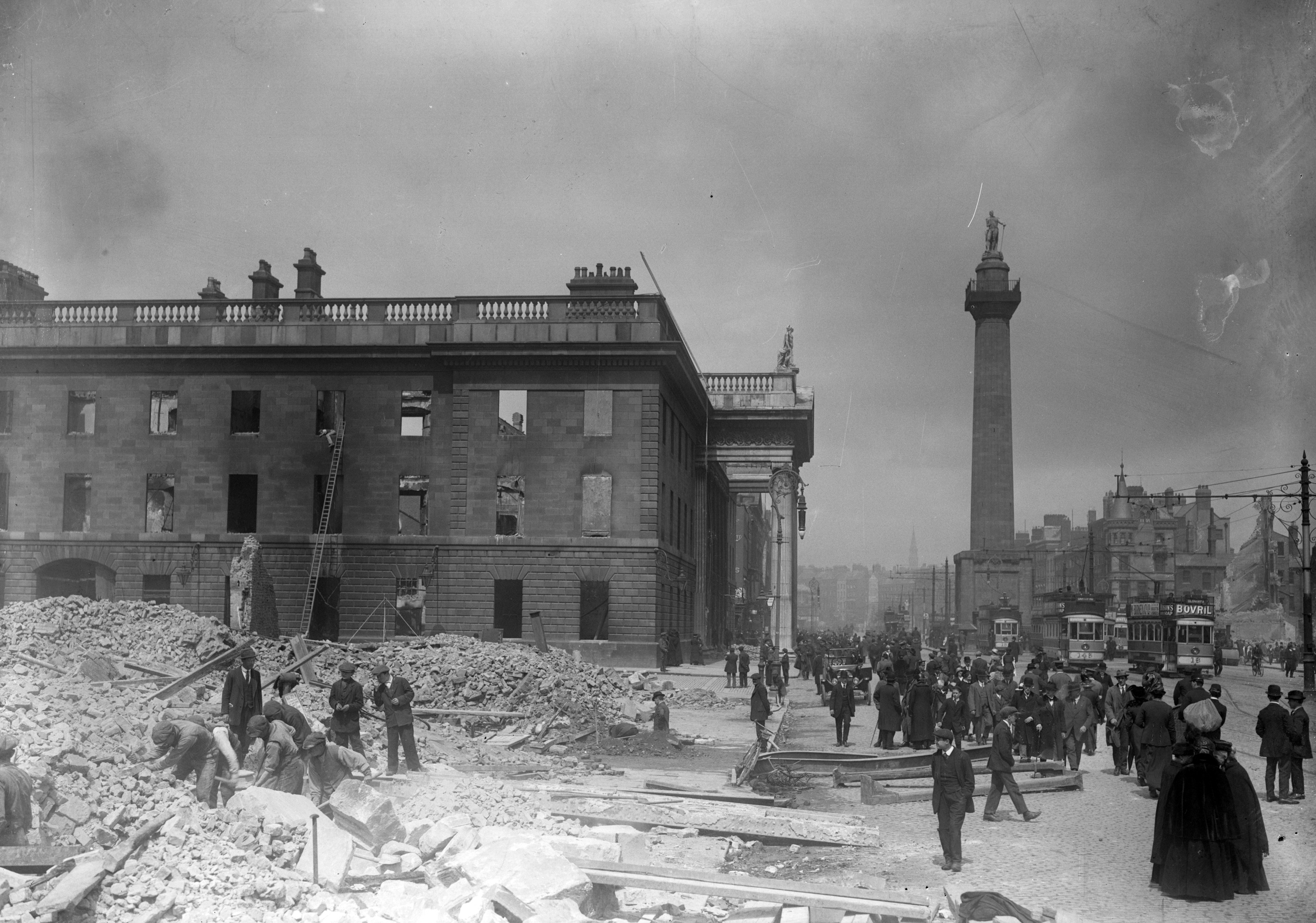
1916年のイースター蜂起後のダブリン市内中心部の被害状況（左前：中央郵便局の廃墟、右奥：ネルソンの柱）

- 1916年のイースター蜂起、アイルランド独立戦争、そしてその後のアイルランド内戦により、ダブリン中心部はかなりの物理的破壊を受けた。アイルランド自由国政府はダブリンの中心部を再建し、新しい議会であるウラクタスをレンスター・ハウスに設置した。

12世紀にノルマン人の支配が始まって以来、ダブリンはアイルランド卿（1171年 - 1541年）アイルランド王国（1541年 - 1800年）、グレートブリテン及びアイルランド連合王国（1801年 - 1922年）、アイルランド共和国（1919年 - 1922年）などの地政学的な組織の中で首都として機能してきた。
- 英愛条約に基づき、1922年のアイルランド分割後、アイルランド自由国（1922年 - 1937年）の首都となり、現在もアイルランドの首都となっている。記念碑のひとつに追憶の庭（愛: An Gairdín Cuimhneacháin、英: Garden of Remembrance）がある。
- 1937年の新憲法施行により、「独立した民主的な国家」エール（Éire）が成立した。1949年にアイルランドがイギリス連邦より離脱した。

### 現代
ダブリンもまた、30年にも及ぶ北アイルランド紛争の犠牲者だったが、暴力は主に北アイルランド内で発生した。しかし、IRA暫定派はダブリンを含む共和国内からも支援を受けていた。
ロイヤリスト（イギリスと北アイルランドの連合の支持者）の準軍事組織であるアルスター義勇軍は、この時期に街を爆撃し、ダブリン・モナハン爆弾事件では、ダブリン中心部を中心に34人が死亡した。
1997年以降、ダブリンの景観は変化してきた。ケルトの虎時代には、住宅・交通・ビジネスなどの民間部門と国家による開発が行われ、アイルランドの経済発展の先頭に立っていた。
大不況期に経済が落ち込んだ後、ダブリンは立ち直り、2017年現在では完全雇用に近い状態になっている。しかし、市内と周辺地域の住宅供給には依然と問題が残っている。
現在も、市の中心部のメリオン通りおよびメリオン広場周辺にアイルランド政府の議会や主要官庁が立ち並び、アイルランドの政治・経済・文化の中心として栄えている。

## 政治

### 行政

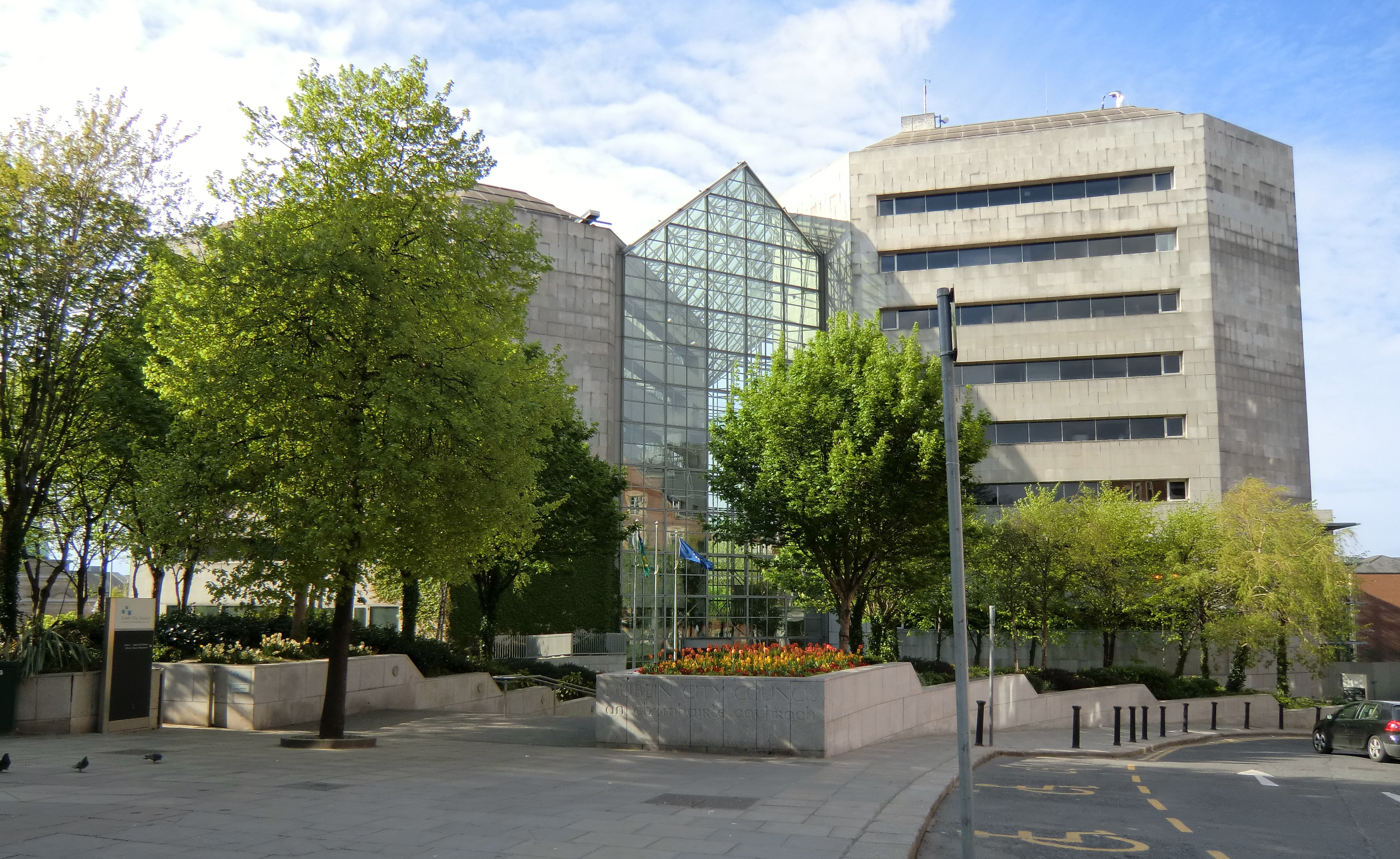
ダブリン市議会議事堂

#### 地方政府
1842年からは、ダブリン市とダブリン男爵領の間で境界線が定められていた。
1930年には、地方政府（ダブリン）法によって境界線が拡張された。
その後、1953年には、地方政府暫定令確認法（Local Government Provisional Order Confirmation Act）により、境界線が再び拡大された。

### 議会

#### 市議会
ダブリン市議会
ダブリン市議会（Comhairle Cathrach Bhaile Átha Cliath）は、5年ごとに地方選挙区から選出された63議席で構成される一院制の議会である。
議長
議長は、1年ごとの任期で選出された市長が務め、ダブリンのマンションハウスに居住している。
議会会議はダブリン市庁舎で行われ、行政活動のほとんどはウッド岸壁の市民事務所で行われている。議席数の過半数を占める政党または政党連合が委員を割り当て、政策を紹介し、市長に提案する。議会は、住宅、交通管理、ごみ、排水、計画などの分野に支出するための年間予算を可決する。

## 国家機関

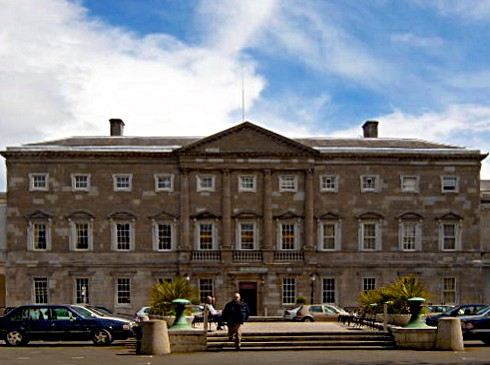
アイルランド国民議会（ウラクタス）議事堂（レンスター・ハウス）

### 大統領府
大統領府はフェニックス・パークの大統領公邸に、ウラクタスの両院はキルデア通りにあるかつての公爵家の宮殿であるレンスター・ハウスにある。

### 中央議会
ダブリンはアイルランドの首都であり、アイルランド国民議会（ウラクタス、ドイル・エアランとシャナズ・エアランの二院で構成）の所在地である。
アイルランド憲法においては、ダブリン及びその近郊に議会を開くことを義務付けている。
1922年にアイルランド自由国が誕生して以来、アイルランド議会の本拠地となっている。
アイルランド王国の旧アイルランド議会議事堂は、カレッジ・グリーンにある。
政府庁は、首相（Taoiseach）省、議会、財務省、司法長官室が入っている。
本館（1911年完成）と2つの棟（1921年完成）からなる。第一次国会は1919年にマンションハウスで開かれていた。
総選挙において、ダブリン5つの選挙区に分割されており、合計19名の国会議員（TD）を選出する。選挙区と定数はダブリン中央が3席、 ダブリン湾北部が5席、 ダブリン北西部が3席、 ダブリン南部が4席、ダブリン湾南部が4席となっている。

#### 代表
2016年の総選挙では、ダブリン市域は統一アイルランド党6名、シン・フェイン党4名、共和党2名、無所属4名、変革のための無所属議員2名、連帯-利益の前の国民1人、緑の党1人、社会民主党1名の議員（Teachta Dála, TD）が選出された。

## 対外関係

### 姉妹都市・提携都市
2020年現在、ダブリン市は以下の都市との姉妹提携を結んでいる。
- サンノゼ（アメリカ合衆国）-（1986年）
- リヴァプール（イギリス連合王国）-（1997年）
- バルセロナ（スペイン王国）-（1998年）
- 北京市（中華人民共和国）-（2011年）

## 経済

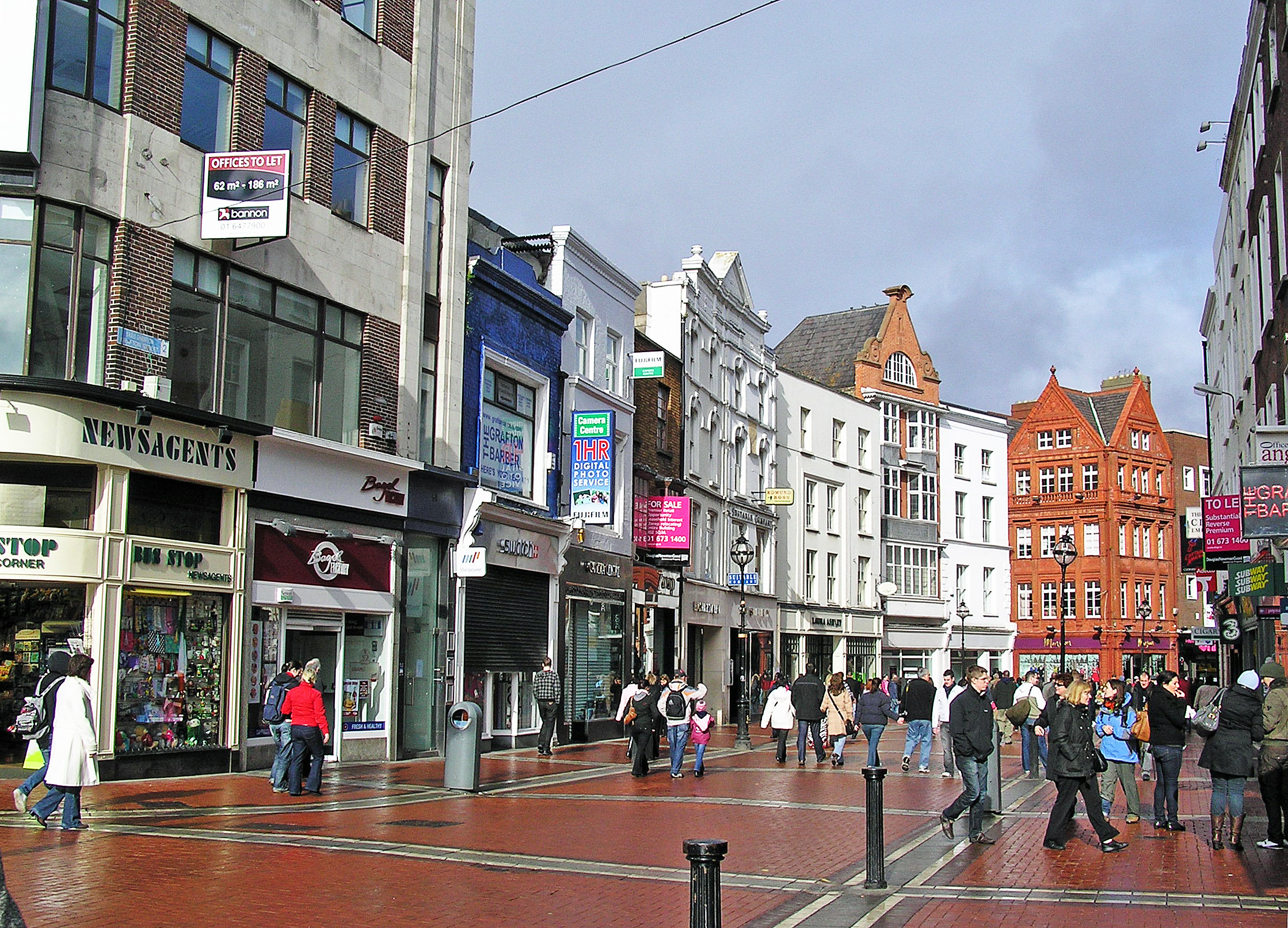
繁華街のグラフトン街

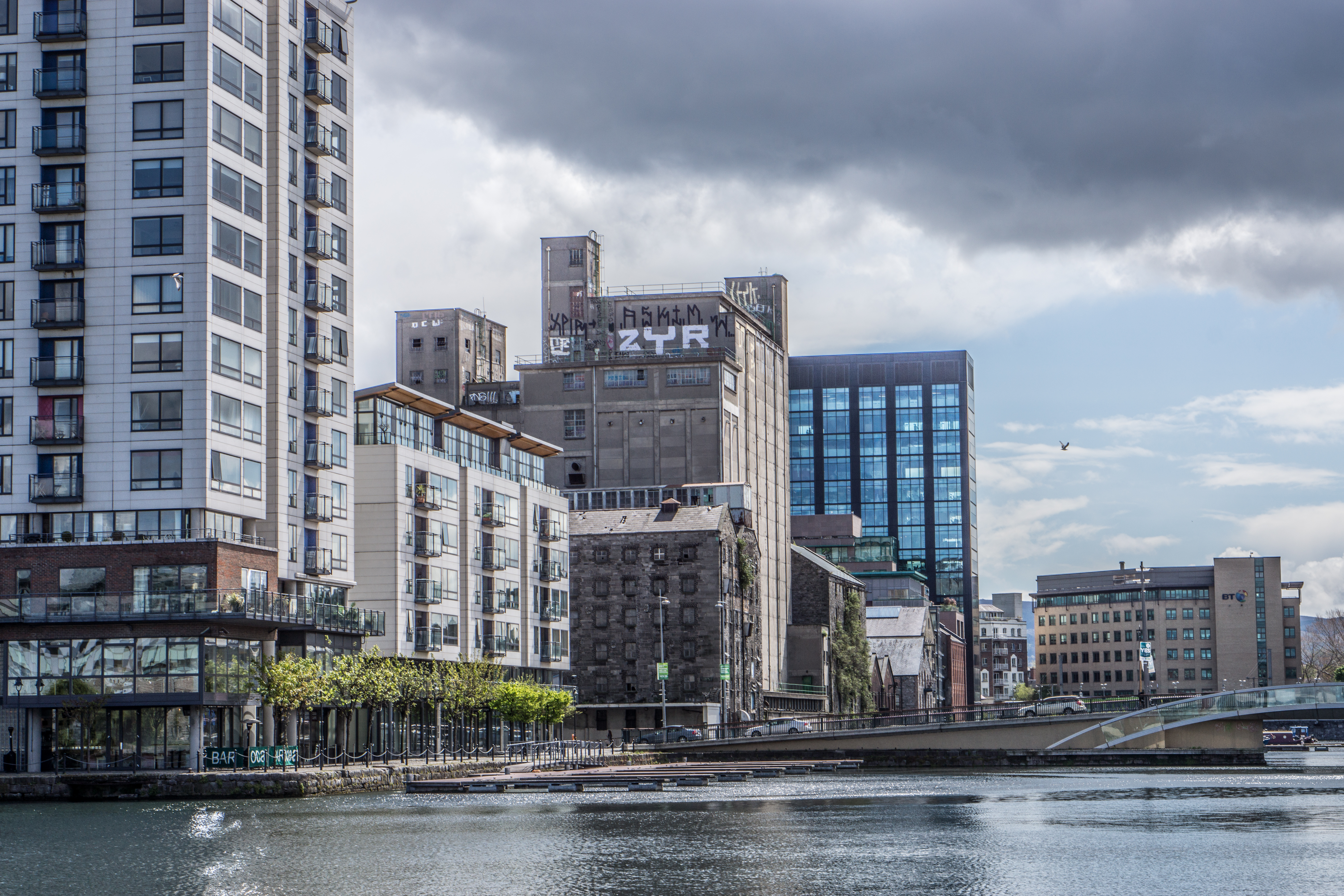
グランド・カナル・ドック

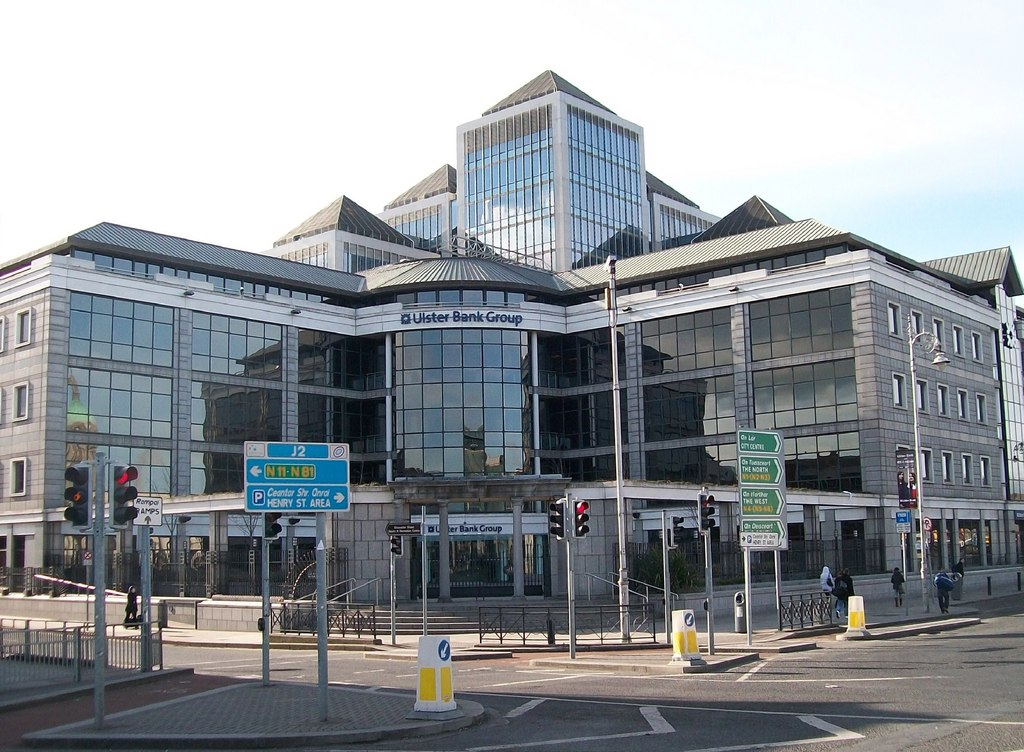
アルスター銀行

ダブリンはアイルランドの経済の中心地であり、ケルトの虎時代には国の経済発展の先頭に立っていた。かつては大英帝国第2の都市と呼称されるほどに栄えたものの、独立後アイルランド政府の保守政策と経済不況、またその結果としての人口の移民としての流出のために数十年にわたって寂れた。
しかし欧州共同体への加入、そして1990年代に入ってからのIT・製薬・観光・金融産業などによる急激な経済成長により、かつての植民地時代の規模をはるかに超えた成長と人口増加が見られた。
このため、不動産の高騰や交通渋滞など人口集中に伴う問題が多々起こり、町中のいたるところで街区の再開発が急ピッチで進められている。
2009年には、ダブリンは購買力で世界第4位、個人所得では第10位の富裕層都市に選ばれた。
マーサーの2011年世界生活費調査によると、ダブリンは欧州連合の中で13番目（2010年の10番から減少）、世界で58番目（2010年の42番から減少）に物価が高い都市である。
2017年現在、ダブリン都市圏では約87万4,400人が雇用されており、アイルランドの金融、ICT、専門職に就いている者の約6割が住んでいる

### 第二次産業

#### 醸造業
1759年以来、セント・ジェームズ・ゲート醸造所でギネスが醸造されているが、食品加工、繊維製造、醸造、蒸留などの多くは徐々に衰退している。

#### シリコンドック
1990年代の経済改善により、多くのグローバル製薬企業、情報通信技術企業がダブリンとダブリン都市圏に進出してきた。マイクロソフト、Google、Amazon、EBay、PayPal、Yahoo!、Facebook、Twitter、アクセンチュア、ファイザーなどの企業は、ダブリンにヨーロッパ本社や事業拠点を構えており、デジタル・ハブや「シリコン・ドック」などの企業クラスターにも数々の企業が立地している。
これらの企業の存在がダブリンの経済発展を牽引し、ダブリンは「欧州の技術首都」と呼ばれることもある。

### 第三次産業

#### 金融業
金融サービスは、ダブリンが国際金融センターのひとつとして発展するとともに重要な地位を占めるようになり、500以上の金融機関がIFSCプログラムの下で取引を行っている。シティバンクや コメルツ銀行などの海外銀行もダブリンに支店を設置している。主な取引所としては アイルランド証券取引所（ISEQ）やインターネット・ニュートラル取引所（INEX）、 アイルランド為替取引所（IEX）などがある。ダブリンは、イギリスの欧州連合離脱後もユーロ圏へのアクセスを維持したいと考えている金融サービス企業の受け入れを争う主要都市のひとつとして位置づけられている。ケルトの虎の影響で、ダブリン・ドックランズやスペンサー・ドックでは大規模な再開発プロジェクトが行われ、一時的に建設ブームが起こった。完成したプロジェクトには、コンベンション・センター、3アリーナ、ボード・ガシュ・エナジー・シアターなどがある。
2018年第2四半期、ダブリンの失業率はダブリン・エコノミック・モニターが報じた通り5.7％まで低下し、過去10年間で最も低い水準に触れた。

### 経済格差
リフィー川はダブリンを南北に分断しており、文化的格差はある程度伝統的に存在していた。
南側は一般的に北側よりも裕福で上品であると見られている。
観光や不動産のマーケティングでは、ダブリン市内を複数の地区に分けることがある。
- 中世地区（ダブリン城、クライストチャーチ大聖堂、聖パトリック大聖堂、旧城壁）、
- ジョージアン地区（セント・スティーブンス・グリーン、ダブリン大学トリニティ・カレッジ、メリオン広場周辺）、
- ドックランズ地区（ダブリン・ドックランズ、シリコン・ドック周辺）、
- カルチュラル地区（テンプルバー周辺）、
- クリエイティブ地区（サウス・ウィリアム通り、ジョージズ通りの間）

## 情報・通信

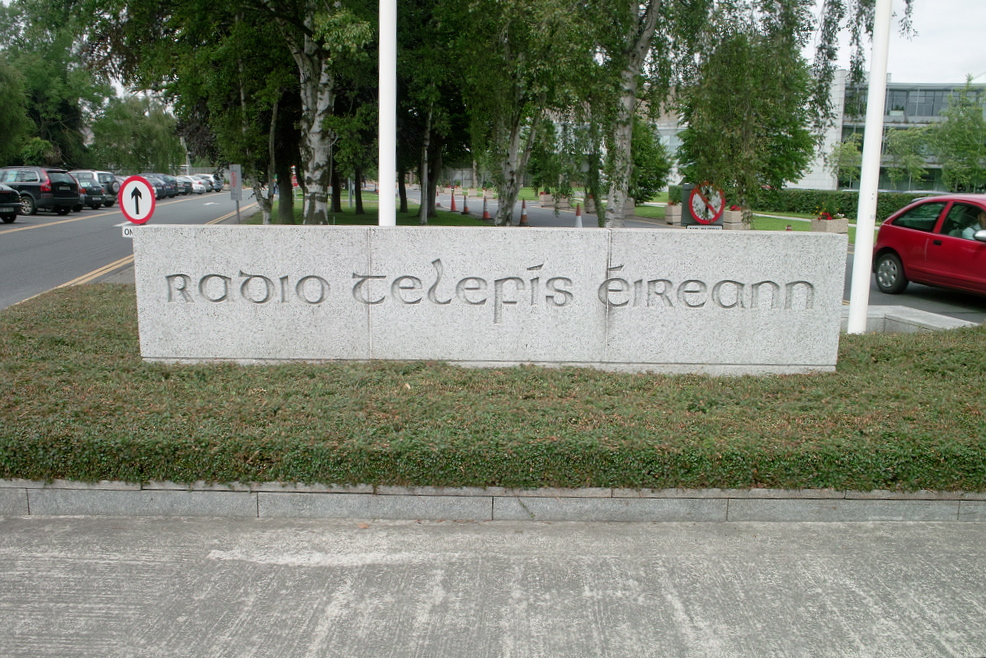
RTÉ本部前

### マスメディア
ダブリンはアイルランドのメディアと通信の中心地であり、多くの新聞社、ラジオ局、テレビ局、電話会社が拠点を置いている。アイルランド放送協会（RTÉ）はアイルランドの国営放送局で、ドニーブルックに本部を置いている。

#### 新聞社
アイリッシュ・タイムズやアイリッシュ・インデペンデントなどの全国紙や、イブニング・ヘラルドなどの地方紙もダブリンに本社を置いている。

#### 放送局
テレビ
ヴァージン・メディア・テレビジョン、eir Sport、MTV Ireland、Sky Newsもこの街に拠点を置いている。
ラジオ
ダブリンはRTÉラジオの本拠地であるだけでなく、全国放送のToday FMやNewstalkなどのラジオや、地方局も放送している。4fm （94.9 MHz）、Dublin's 98FM（98.1 MHz）、Radio Nova 100FM（100.3 MHz）、Q102（102.2 MHz）、SPIN 1038（103.8 MHz）、FM104（104.4 MHz）、Sunshine 106.8（106.8 MHz）などの民間ラジオ局がある。また、Dublin City FM（103.2 MHz）、Dublin South FM（93.9 MHz）、Liffey Sound FM（96.4 MHz）、Near FM（90.3 MHz）、Raidió Na Life（106.4 MHz）などのコミュニティ・ステーションや特別関心局も多数存在する。

#### その他
郵便・電信
アイルランド郵政事業（An Post）の本社やEirなどの通信会社、携帯電話会社のボーダフォンや3もこの街にある。

## 教育

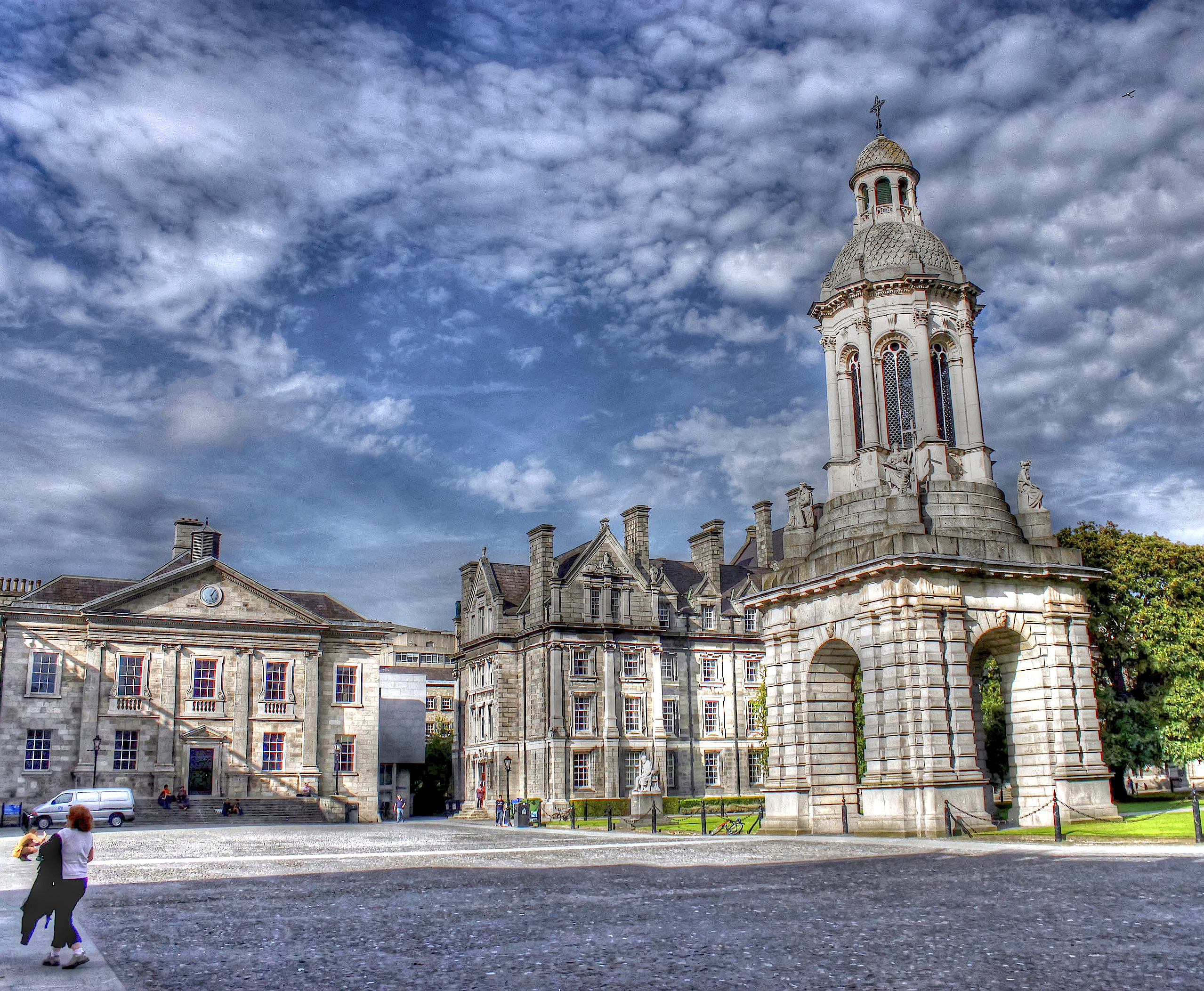
ダブリン大学
トリニティ・カレッジ

### 高等教育
ダブリンはアイルランド最大の教育の中心地で、5つの総合大学をはじめ多くの高等教育機関がある。2012年には欧州科学首都に選ばれた。
ダブリン大学は、16世紀に設立されたアイルランド最古の大学で、市内中心部に位置している。唯一の構成カレッジであるトリニティ・カレッジ（TCD）は、1592年にエリザベス1世の王立特許状によって設立された。1793年まではカトリック教徒には閉鎖されていたが、1871年から1970年にかけてアイルランドのカトリック教会は、許可なく入学することを禁じていた。市内中心部のカレッジ・グリーンに位置し、18,000人以上の学生が在籍している。旧図書館では、ケルト美術を代表する作品『ケルズの書』などの収蔵文献が一般向けに公開されている。
アイルランド国立大学はダブリンに本部を置き、3万人以上が在籍しているユニバーシティ・カレッジ・ダブリン（アイルランド国立大学ダブリン校、UCD）の構成大学の所在地でもある。1854年に設立され、現在ではアイルランド最大の大学となっている。UCDの本キャンパスは、市内中心部から約5km離れた南東部郊外のベルフィールドにある。
1887年に起源を持つアイルランド最大の技術教育・研究機関であったダブリン技術学院（DIT）は、郊外にある2つの高等教育機関であるタラ技術学院（ITT）とブランチャーズタウン技術学院（ITB）と合併し、ダブリン工科大学（TUD）が発足した。工学、建築、科学、健康、ジャーナリズム、デジタルメディア、ホスピタリティ、ビジネス、芸術、音楽、人文科学など幅広い分野で教育・研究をしており、グランジゴーマン、タラ、ブランチャーズタウンの3つのキャンパスを有している。
ダブリンシティ大学（DCU）は、以前は国立高等教育機関（NIHE）のダブリン校として、ビジネス、工学、科学、コミュニケーション、語学、初等教育の教育・研究をしていた。約16,000人以上の学生が在籍しており、本キャンパスは市内中心部から約7kmの北部郊外に位置している。日本語・日本文化専攻を設けている。
アイルランド王立外科医学院（RCSI）は、医学部を中心に教育・研究をしており、市内中心部のセント・スティーブンス・グリーンに位置している。アート＆デザイン国立大学（NCAD）は、芸術の教育・研究を行っている。アイルランド国立カレッジ（NCI）もダブリンにあり、社会科学の研究所である経済社会研究所、ダブリン高等研究所も市内にある。その他、カレッジ（単科大学）や継続教育も多く存在する。

### 初等・中等教育
ダブリンの初等教育機関（日本の小学校に相当）と中等教育機関（日本の中学校・高等学校に相当）では、主に英語を中心に教育が行われている。ダブリンにおいて「gaelscoileanna」と呼ばれるアイルランド語の初等教育機関が34校、「gaelcholáistí」と呼ばれるアイルランド語の中等教育機関が10校あり、12,950人の学生が在籍している。

## 交通

### 空路

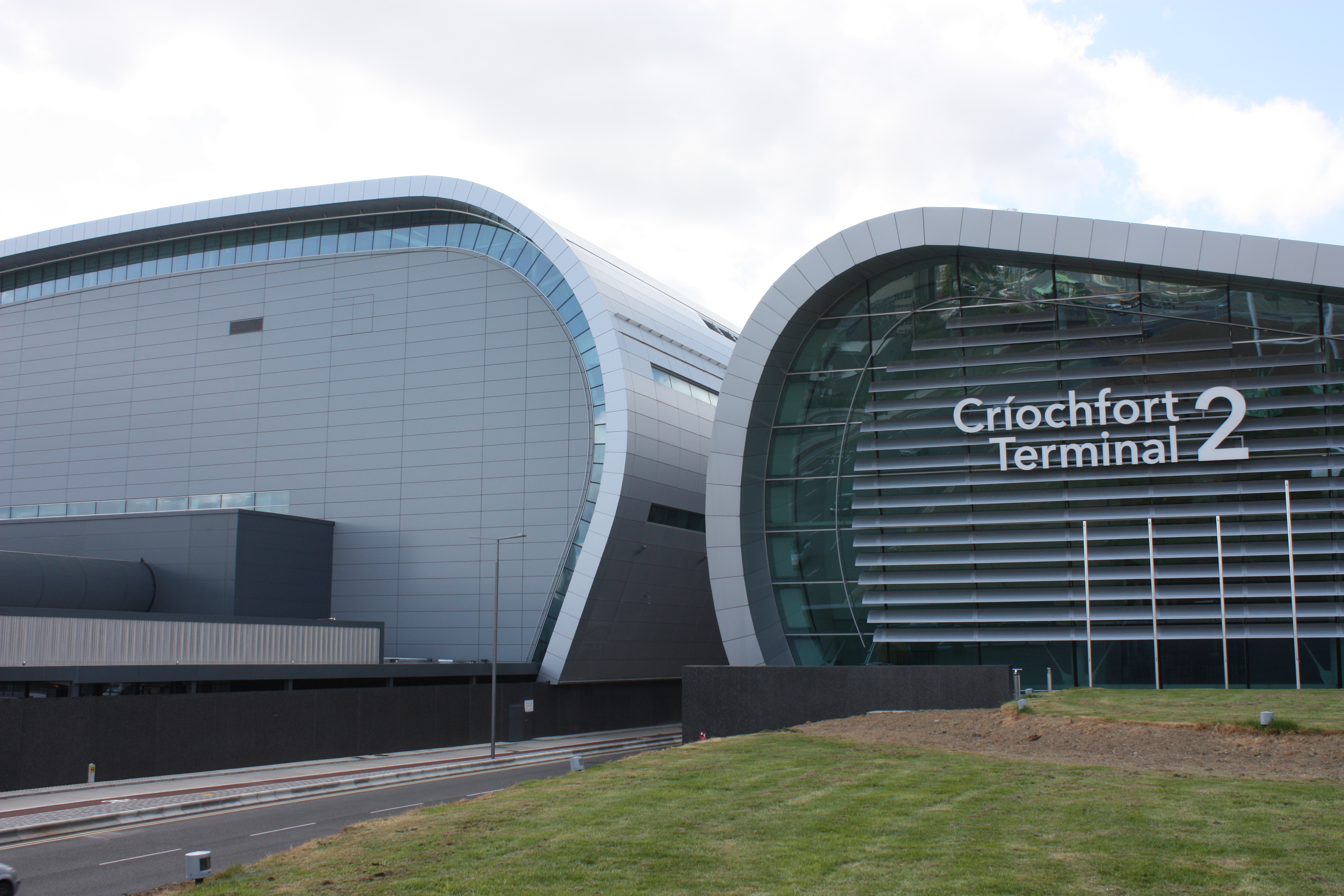
ダブリン空港（T2）

#### 空港
旅客空港
- ダブリン空港

ダブリン空港（DAAが所有・運営）は、ダブリン県フィンガル市のソーズ付近（ダブリン市から北）に位置している。
アイルランドのフラッグキャリアであるエアリンガスの本社や、コミューター航空会社であるストバートエア、シティジェットの本社があり、近くには格安航空会社のライアンエアーの本社もある。
ダブリン空港は、短・中距離路線、国内線、アメリカ合衆国、カナダ、中東、アジアへの長距離路線が運行されている。
欧州連合の中で11番目に利用者が多い空港で、アイルランド島内では最も利用者が多い空港となっている。
2016年には2,790万人の乗客がダブリン空港を利用し、短距離路線と長距離路線の成長に支えられ、過去最高の記録を樹立した。
2015年と2016年には大西洋横断便が増加し、北米への夏季便が週158便となり、ヨーロッパのハブ空港としては年間で6番目の規模となった。
2010年から2016年にかけて、ダブリン空港の年間旅客数は950万人近く増加しており、
民間航空機の移動数も同様に2013年の163,703便から2015年の191,233便へと成長傾向をたどっている。
その他
ダブリンにはウェストン空港やその他の小規模な施設があり、様々なヘリコプターが利用しており、軍や一部の国家機関は近くのケースメント飛行場を利用している。

### 鉄道

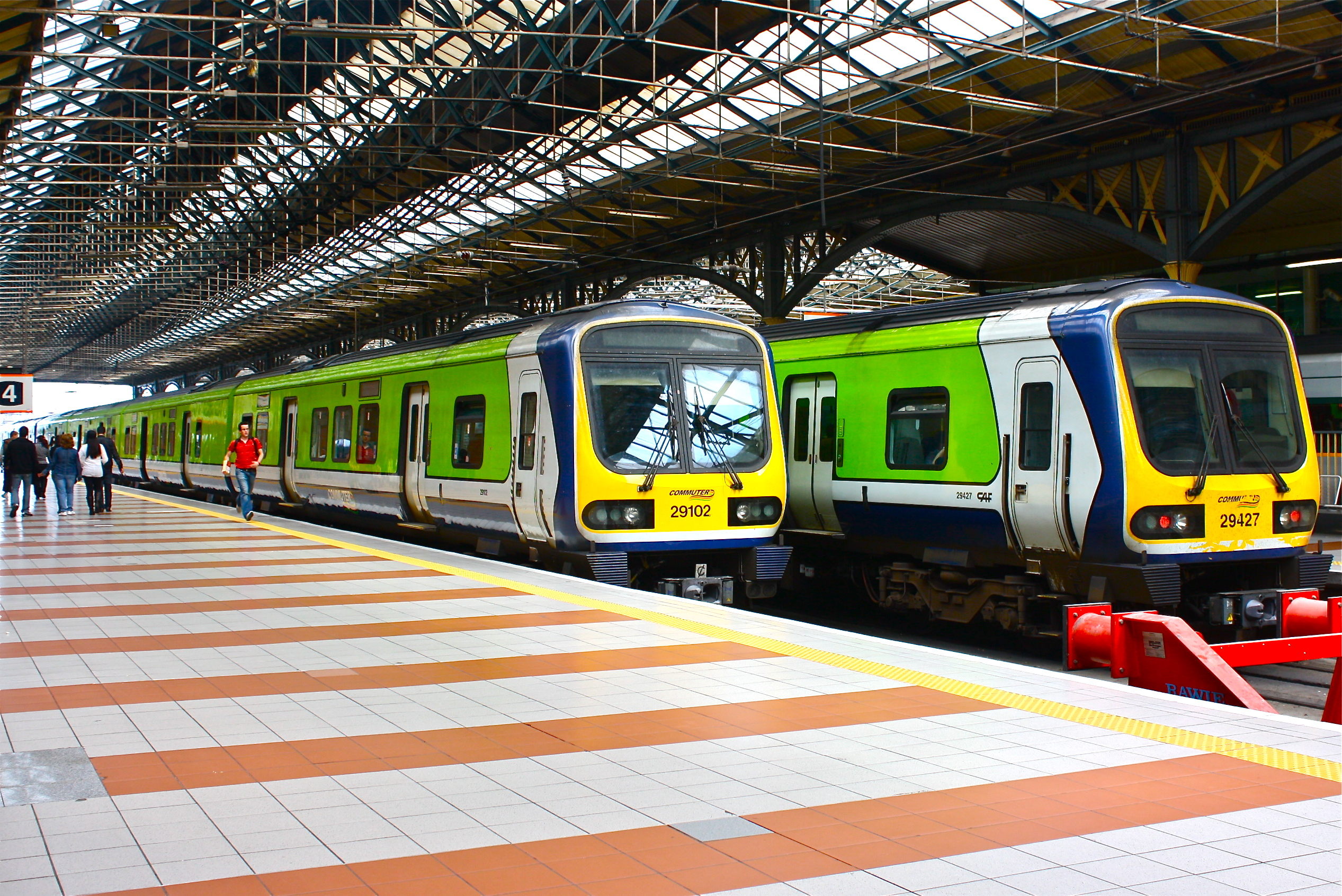
ダブリン・コノリー駅

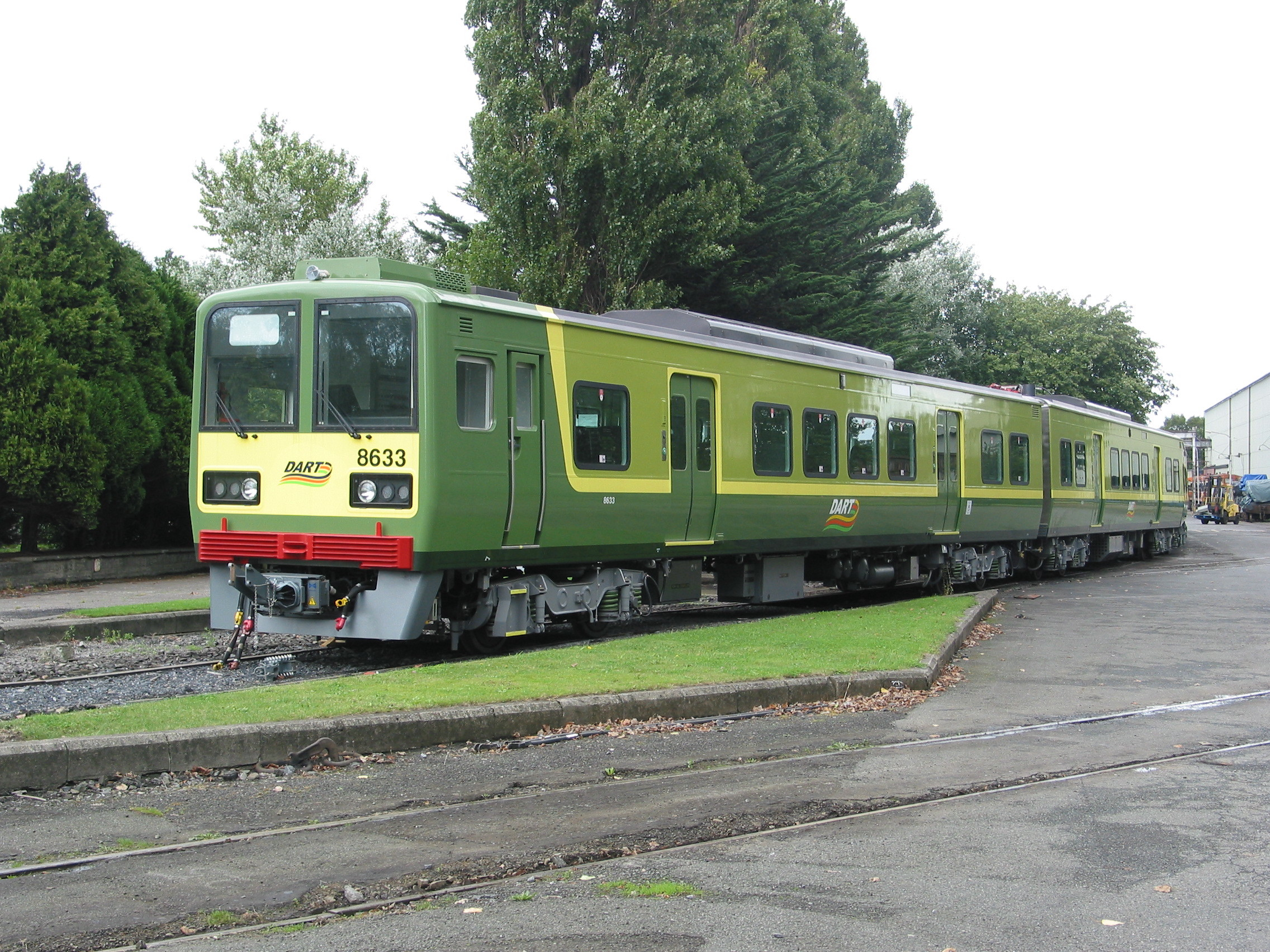
東急車輛製造のDART

#### 高速鉄道
アイルランド国鉄により、インターシティ、コミューター、およびダブリン高速輸送（DART）が運行されている。
ダブリン・ヒューストン駅とダブリン・コノリー駅はダブリンの主要ターミナル駅である。
アイルランドで唯一の電車であるDARTはダブリンの沿岸に沿って運行しており、マラハイドとホウスから南下してウィックロー県のグレイストーンズまで、31の駅からなる。

#### 在来線
コミューターは気動車であり、ダブリン都市圏とラウス県のドロヘダやダンドーク、ウェックスフォード県のゴリーなどの通勤都市を結んでいる。
2013年のDARTとダブリン郊外線の乗客はそれぞれ1,600万人、1,170万人だった（アイルランド国鉄の乗客全体の約75％）。

### 軌道

#### 路面電車
ダブリンにはかつて路面電車が通っていたが、1949年までに大部分が廃止された。
2004年には、ルアスと呼ばれる路面電車が運行を開始し、トランスデヴが運営しており、年間3,400万人以上の乗客を運んでいる。
レッドラインはドックランズと市内中心部と南西部の郊外のタラとサガートを結び、グリーンラインは市内北部の郊外と市内中心部と市内南部のサンディフォードやブライズグレンなどの郊外を結んでいる。
これらの路線は合計67の停留場と44.5kmの線路で構成されている。
2013年6月には、ダブリンの北側に6kmのグリーンライン延長工事が開始され、2017年12月9日に開通した。

### 地下鉄
地下鉄の「メトロリンク」が提案されており、ダブリン県北部のソーズからダブリン空港とセント・スティーブンス・グリーンを経由し、サンディフォードまで走る計画で、2021年以降に着工し、2027年に開通が予定されている。

### バス

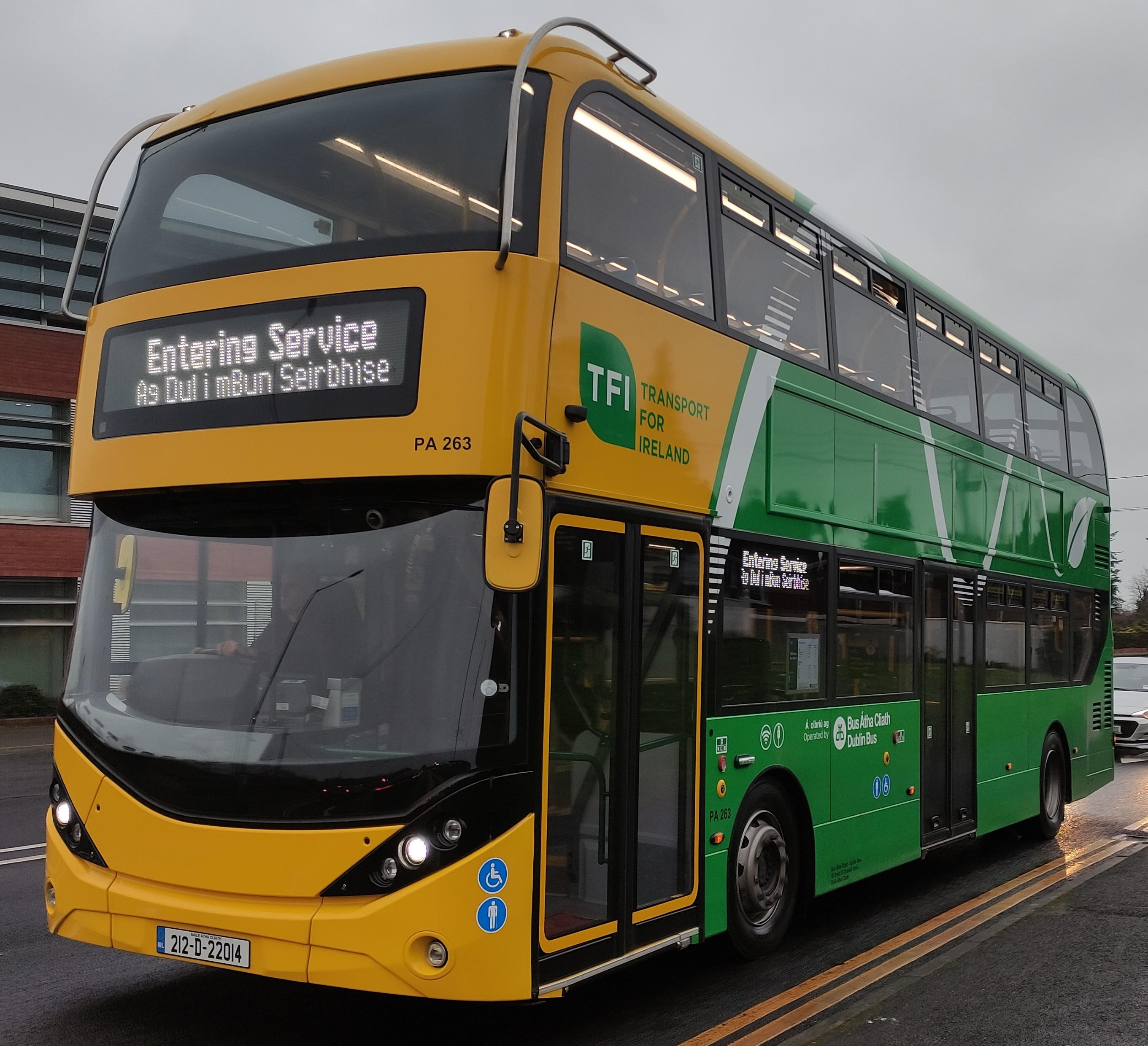
ダブリン市内を走るバス（写真はダブリンバス社）

ダブリンのバスは、市内と郊外を網羅する約200路線をほぼ2階建てバス（ダブルデッカー）で運行している。大部分は、ダブリンバスが運営しており、2018年には複数の路線がゴーアヘッド・アイルランドに移管されたが、中小バス会社もバス運行事業を行っている。 運賃は一般的に移動距離に応じたステージ制で計算される。2012年に導入されたリアルタイムの時刻表が採用されており、導入したバスは位置決定のGPSに基づき、バス到着までの時間を表示している。 国家運輸局（NTA）は、バスと電車などで相互に使えるICカード乗車券のリープカードの導入に携わった。

### 道路

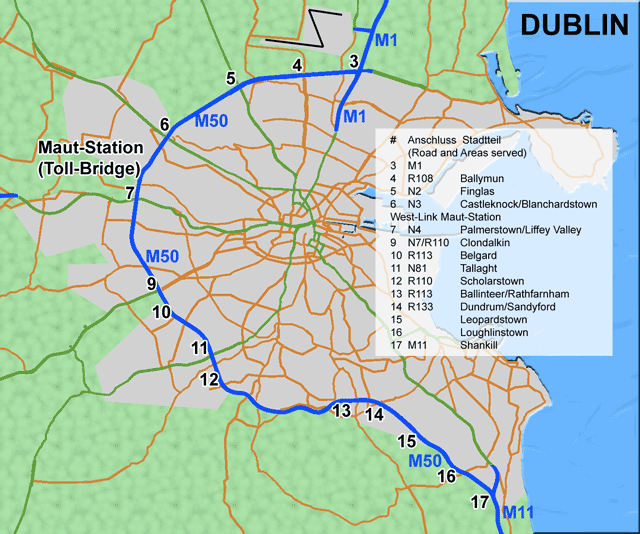
ダブリンを包囲している高速道M50号

アイルランドの道路交通網は主にダブリンを中心としている。

#### 高速道路
高速道M50号はダブリンを半包囲する形で整備されており、国内の他の地域や北アイルランド方面の高速道路と接続している。

#### 渋滞問題
2006年に交通渋滞問題解消の第一段階として、ダブリン市の東部バイパスのダブリンポートトンネルが開通し、 ダブリン港や高速道M1号、ダブリン空港と接続している。
ダブリンは内側と外側の自動車専用道路に囲まれており、内側の自動車専用道路は、ジョージアン様式の街の中心部に接続しており、外側の自動車専用道路は、主にダブリン市内の2運河、大運河とロイヤル運河だけでなく、南北循環道路によって形成された自然な円に沿って整備されている。
利用料がほとんど無料であるが、一部の区域では有料となっている。
このうちM50号は料金所が撤去されており、ETCを利用するか、インターネットで翌日午後8時までに通行料金を支払う仕組みである。
2016年には、ダブリンは世界で15番目、ヨーロッパでは7番目に混雑している都市と評価されている。

### サイクリング

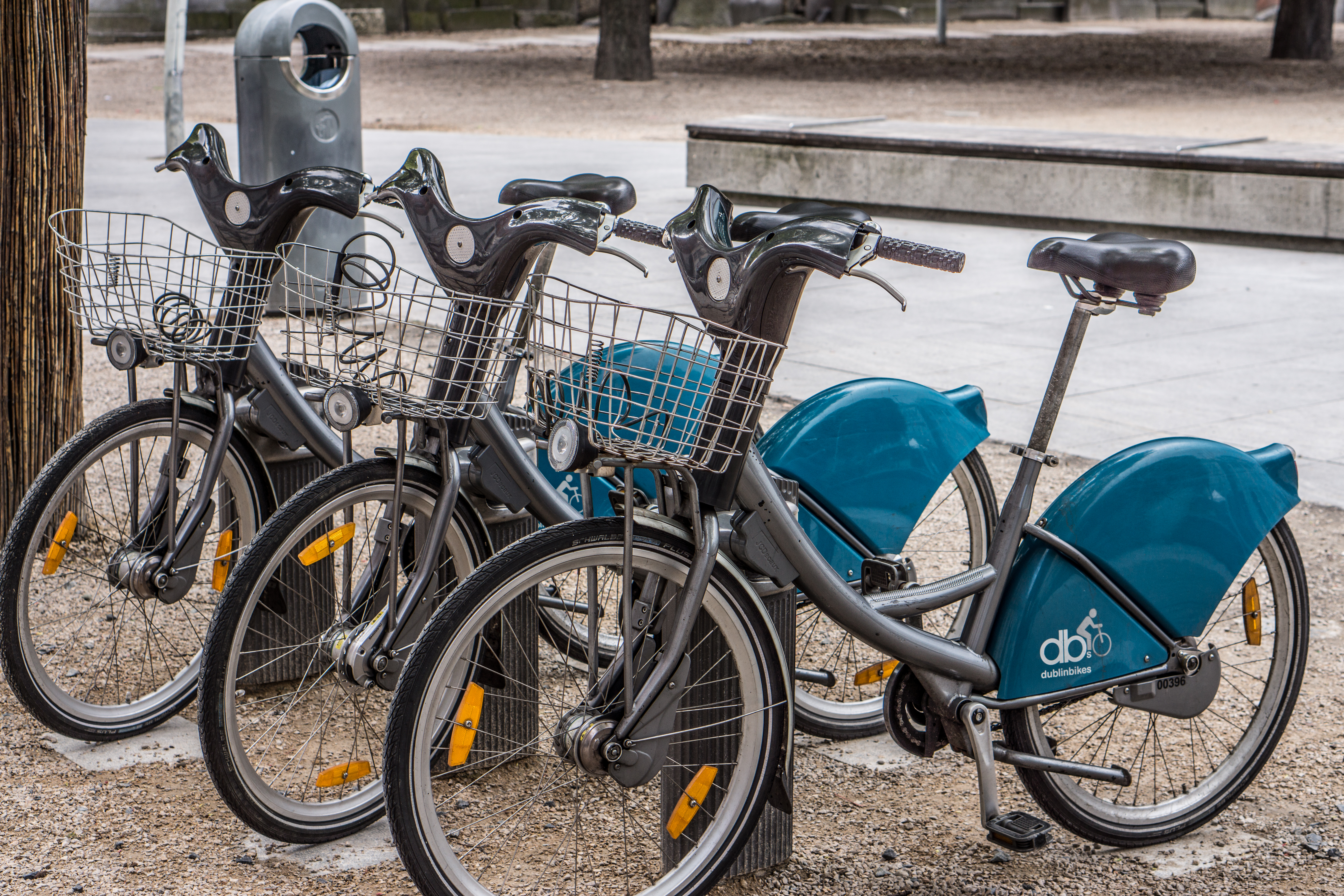
ダブリンバイク

2011年の国勢調査によると、ダブリンの通勤者の5.9％が自転車で移動している。ダブリン市議会が2013年に発表した市内外の運河を横断する交通の流れに関する報告書によると、全交通量の10％弱が自転車利用者で占められており、2012年比14.1％増、2006年比87.2％増となっている。自転車シェアリング、自転車専用レーンの設置、促進の啓発キャンペーン、市内中心部での速度制限30km/hの導入などの対策が功を奏している。
ダブリン市議会は、1990年代から市内全域に自転車専用レーンの設置を開始し、2012年には総長200kmを超えた。2011年には、世界の自転車に優しい都市ランキングで世界の主要都市の中で9位にランクされた。同指数では2015年に15位まで落ち込み、2017年にはダブリンは上位20圏外となった。
ダブリンバイクは、2009年からダブリンで運営されている自転車シェアリングである。ジェーシードゥコーとオンラインフードデリバリーサービスのJust Eatがスポンサーとなっており、市内中心部の駐輪場44場に数百台の自転車が設置されている。利用者は、1年契約を申し込むか、3日間切符を購入する必要がある。2018年には、66,000人以上の長期加入者が年間200万回以上利用している。

### 航路

#### 港湾
- ダブリン港

#### 船舶
ダブリン港からのフェリーはホーリーヘッド行き、リヴァプール行きなどがあり、ステナライン、P&Oとアイリッシュ・フェリーが運航している。
ダブリン港とダブリン市街地の間には複数のバス路線が運行している。
ホーリーヘッド駅やリヴァプール・ライム・ストリート駅にはロンドン・ユーストン駅行きの列車が発着している。
ユーロラインズにより、ロンドンやエディンバラへの長距離バスが、フェリーを経由して運行されている。

## 観光

### ランドマーク
ダブリンには、数百年前に遡る多くのランドマークやモニュメントがある。1169年にノルマン人がアイルランドに侵攻してきた直後の1204年に、イングランド王のジョンの命令で、街の防衛、司法、王の財宝の保護のために、強固な城壁と良好な溝を備えたダブリン城を建設することが命じられた。1230年までに完成した城は、典型的なノルマン様式の中庭型で、中央の広場にはキープがなく、四方を高い防御壁で囲まれ、各角を円形の塔で守っていた。ノルマン時代のダブリンの南東に位置するこの城は、街の外周の一角を形成し、ポドル川を自然の防御手段として利用していた。
ダブリンで最も新しいモニュメントのひとつが、正式には「光のモニュメント」と呼ばれるダブリンの尖塔である。ステンレス鋼製の円錐形の高さ121.2mの尖塔で、ヘンリー通りとノース・アール通りが交差するオコンネル通りにある。ネルソンの柱に代わるもので、21世紀のダブリンを象徴するものとされている。尖塔の設計はイアン・リッチー・アーキテクツが担当し、「芸術と技術の架け橋となるエレガントでダイナミックなシンプルさ」を追求した。モニュメントの基部と上部はライトアップされており、街中を横切る夜空にビーコンを設置している。
ダブリン大学のトリニティ・カレッジの旧図書館には、『ケルズの書』が所蔵されており、ダブリンで最も訪問者が多い場所のひとつである。『ケルズの書』は、西暦800年頃にアイルランドの修道士によって作成された絵入りの写本である。リフィー川にかかる鉄製の歩道橋であるハーフペニー橋は、ダブリンで最も撮影された名所のひとつであり、ダブリンを象徴するランドマークのひとつとされている。

その他のランドマークやモニュメントには、クライストチャーチ大聖堂、聖パトリック大聖堂、マンションハウス、モリー・マローン像、アイルランド国立博物館やアイルランド国立図書館の一部を含むレンスター・ハウス周辺の複合建築物、カスタム・ハウス、大統領公邸などがある。その他には、アンナ・リヴィアのモニュメントがある。発電所のプールベグ・タワーもランドマークのひとつとされており、市内の様々な場所から見ることができる。

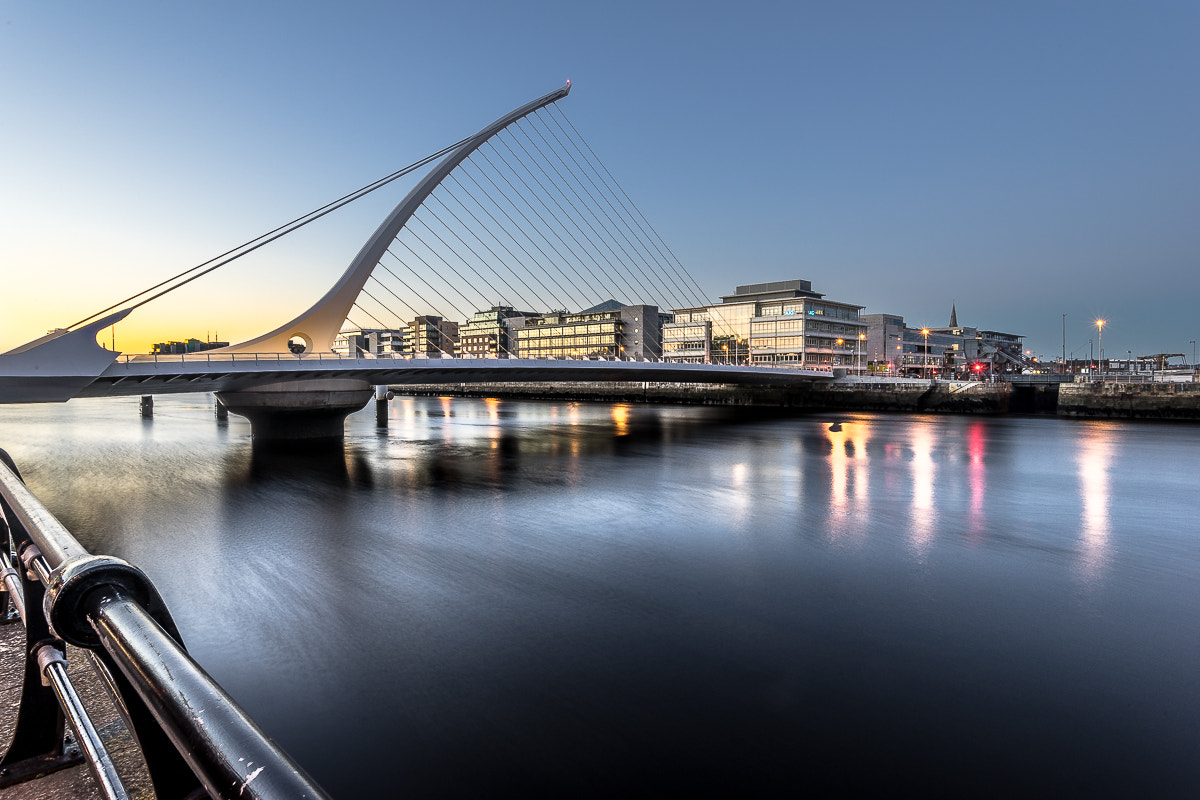
サミュエル・ベケット橋
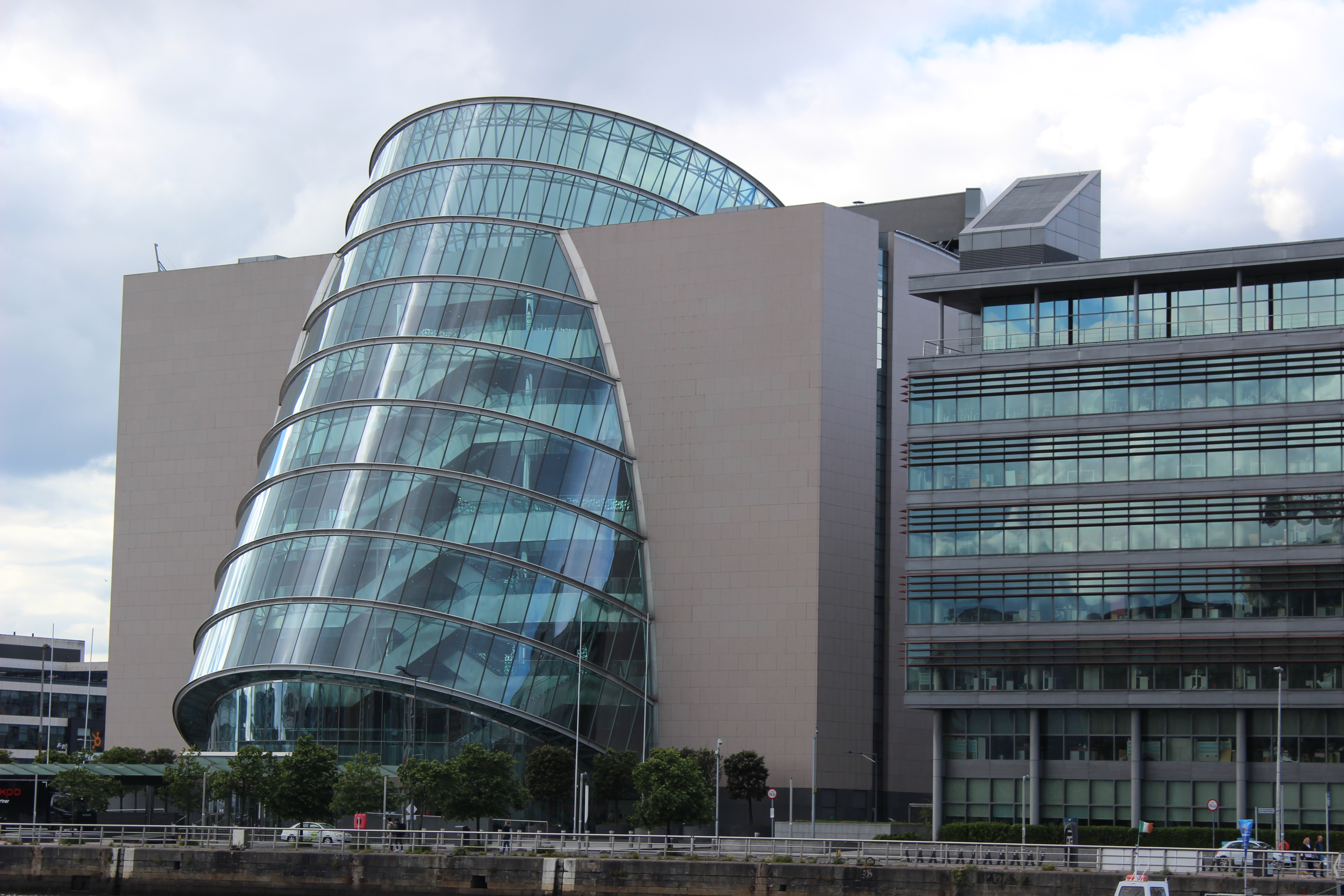
コンベンション・センター
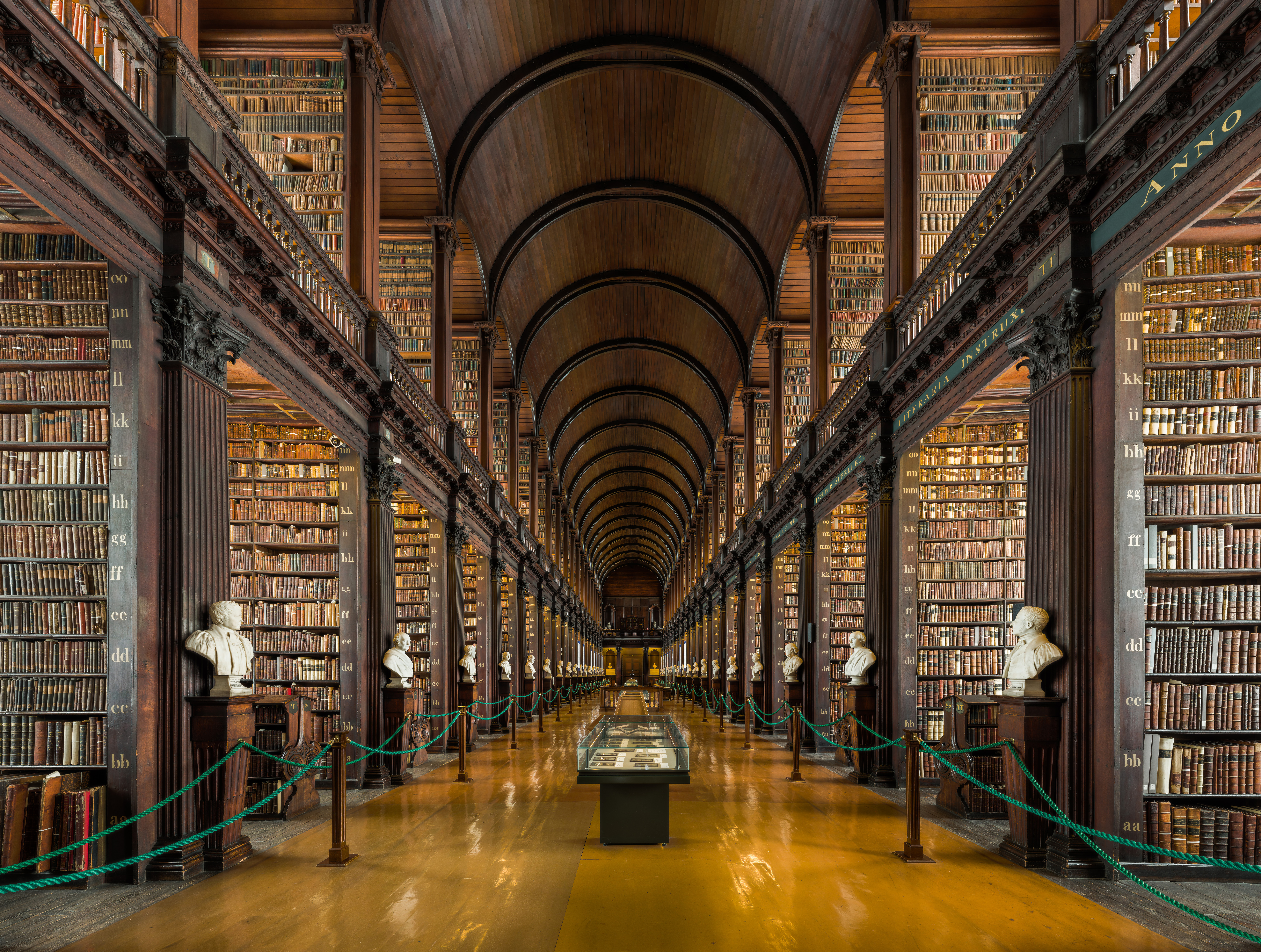
トリニティ・カレッジ旧図書館
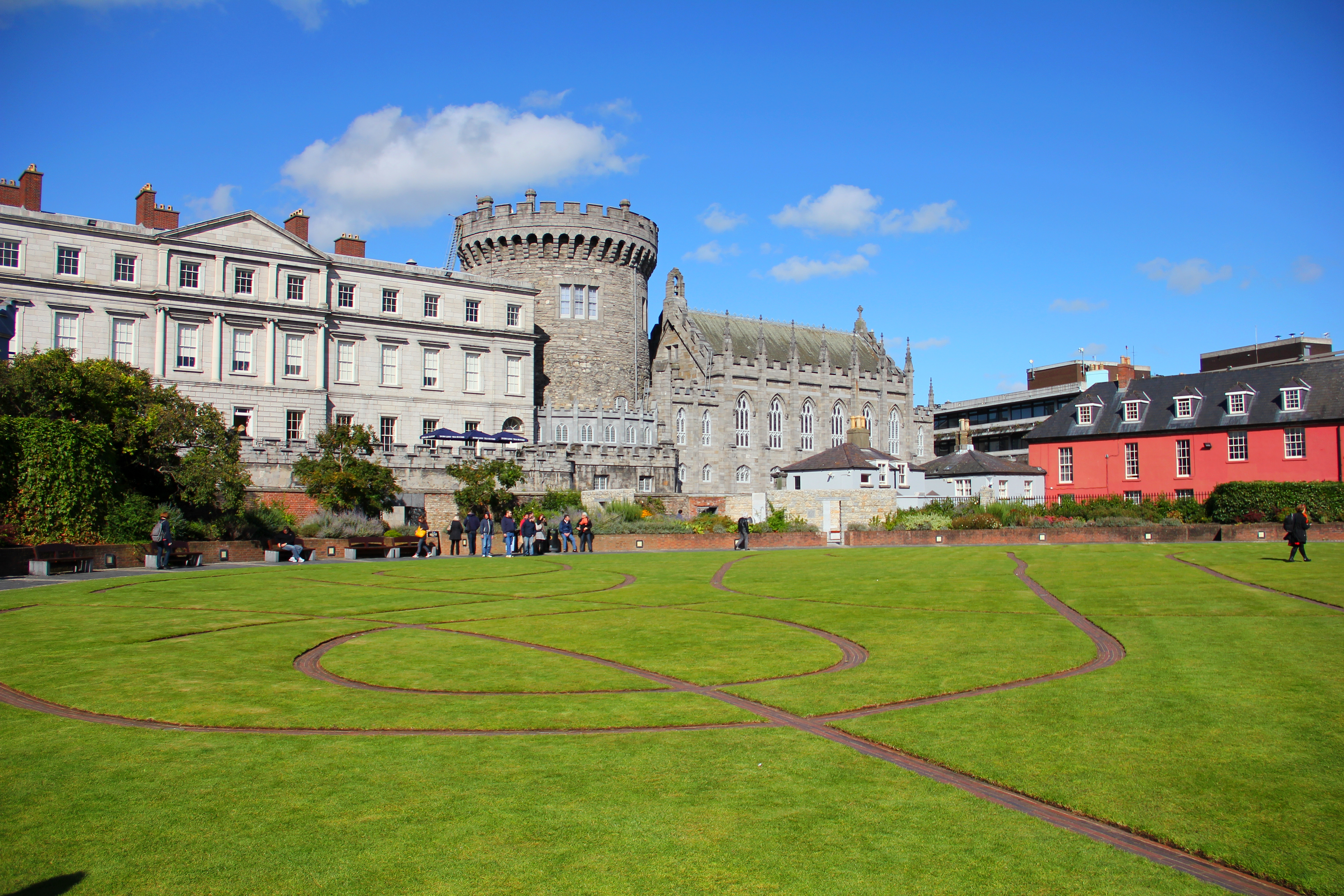
ダブリン城
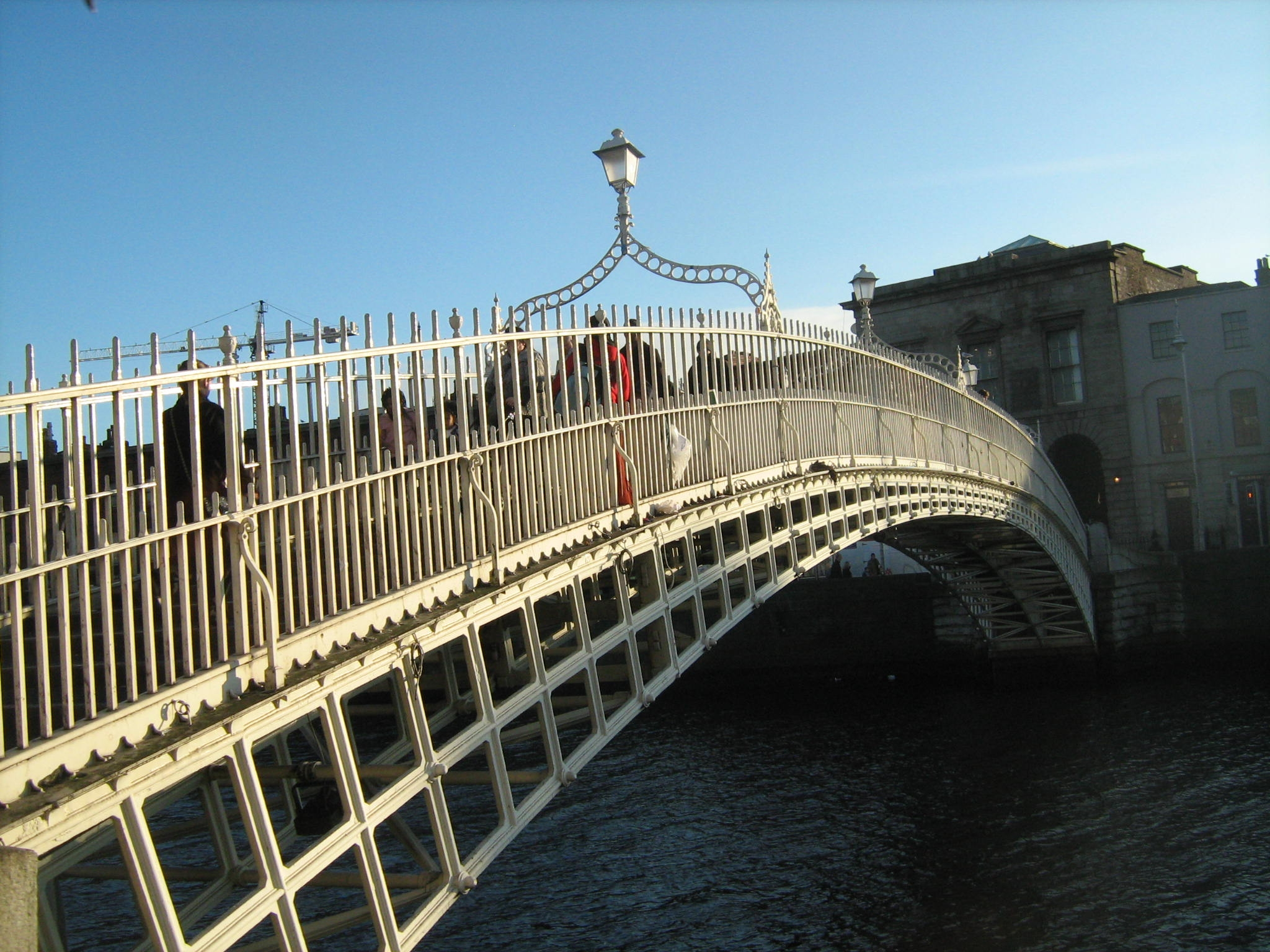
ハーフペニー橋
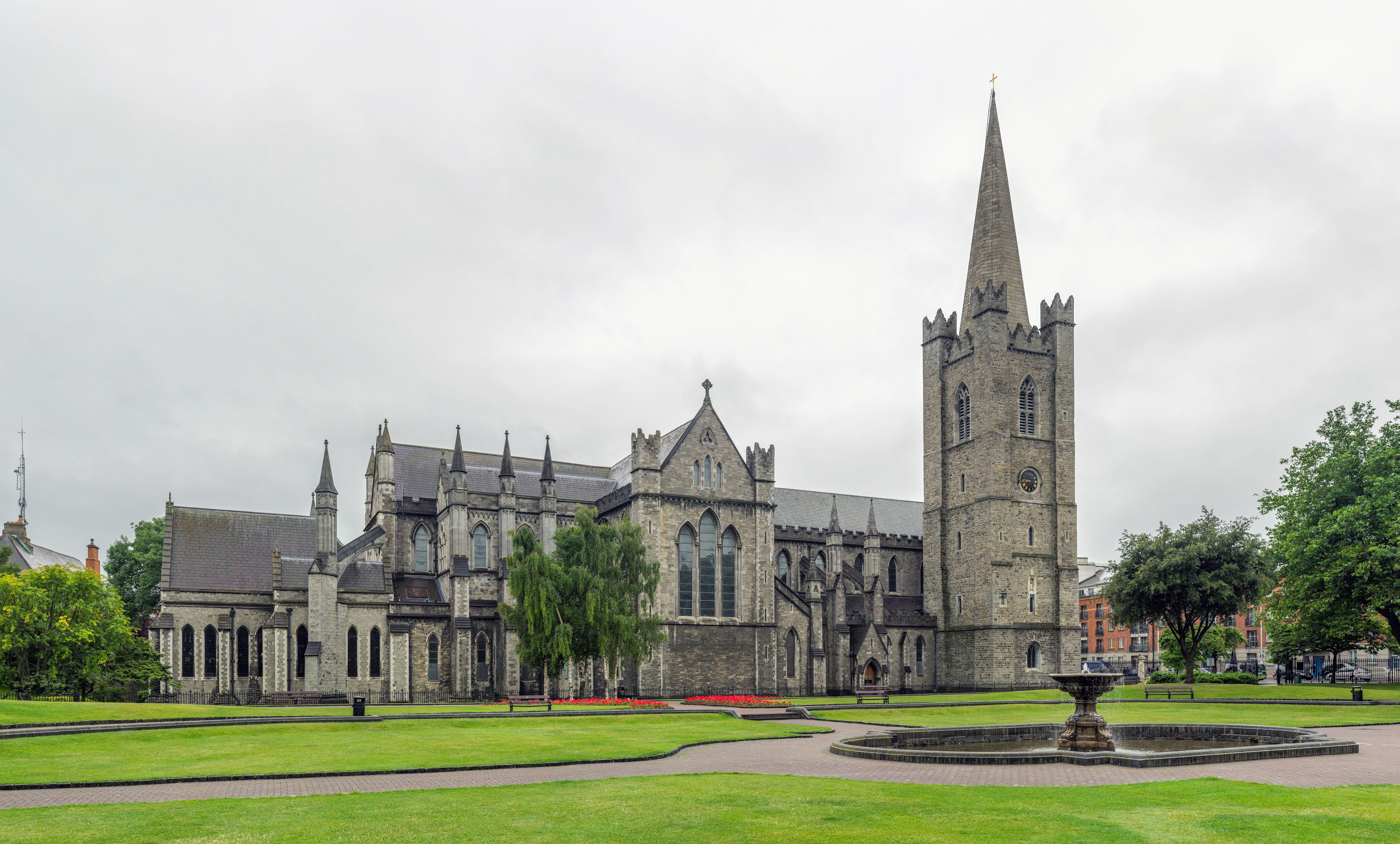
聖パトリック大聖堂
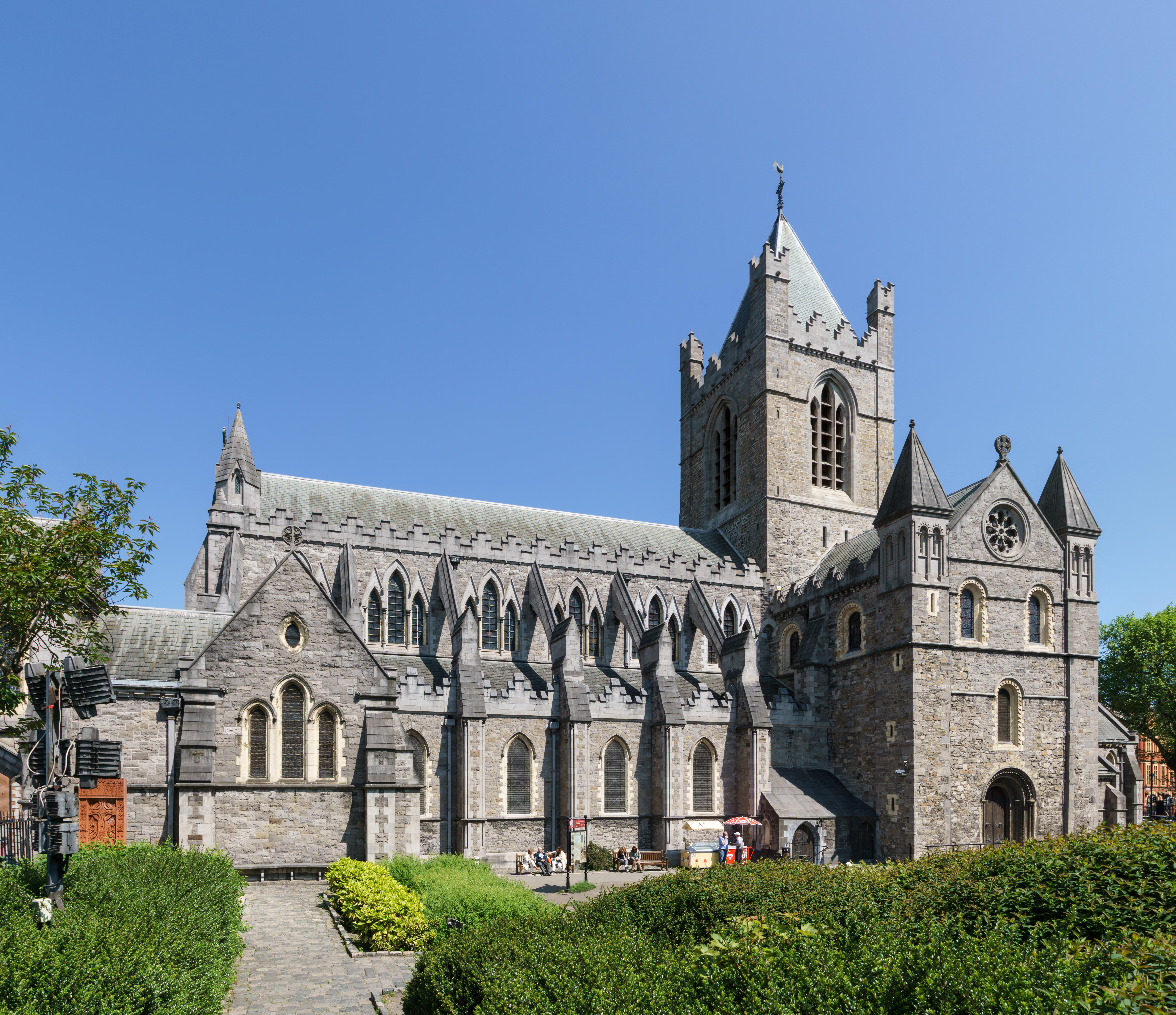
クライスト・チャーチ大聖堂
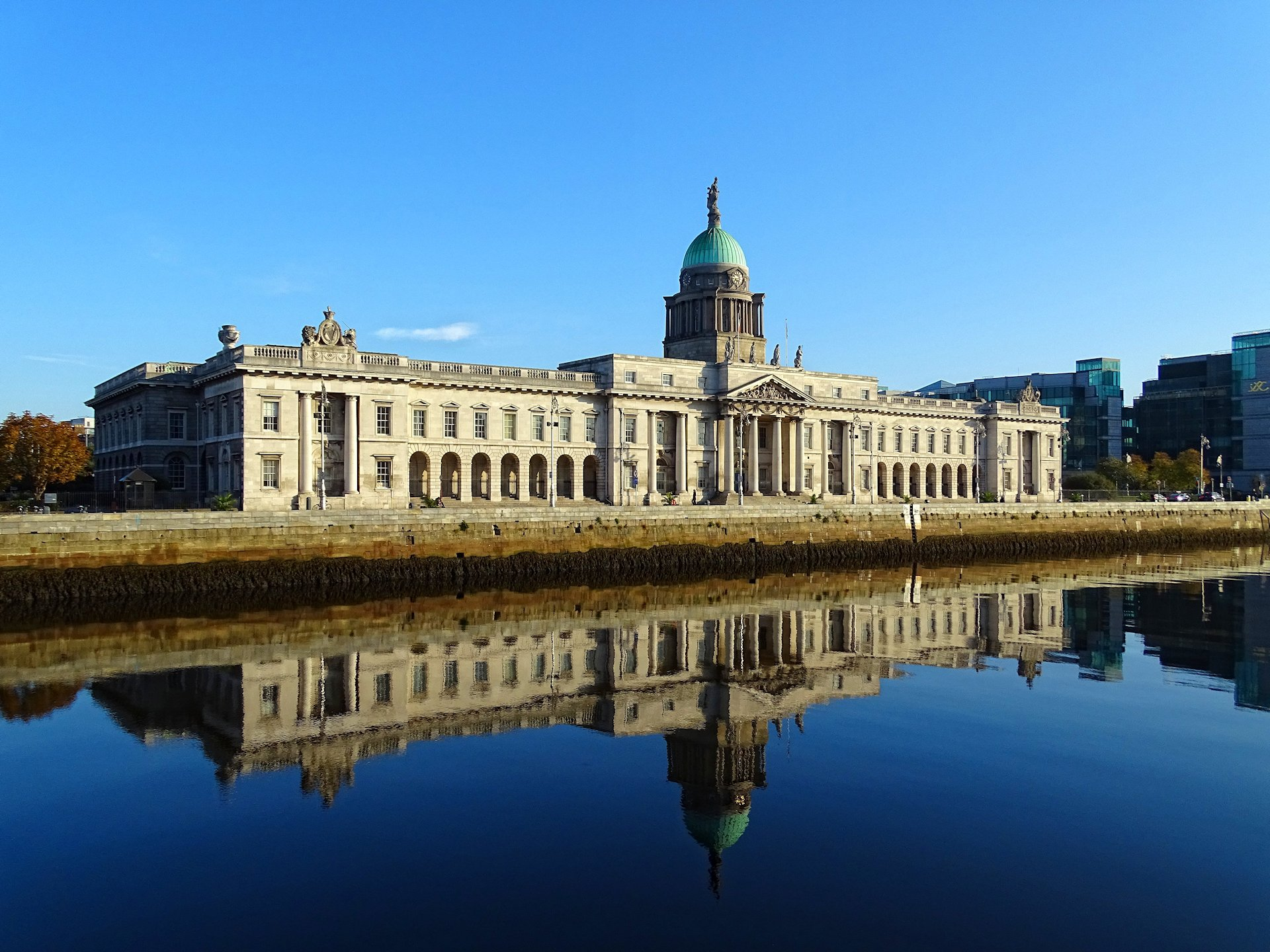
カスタム・ハウス
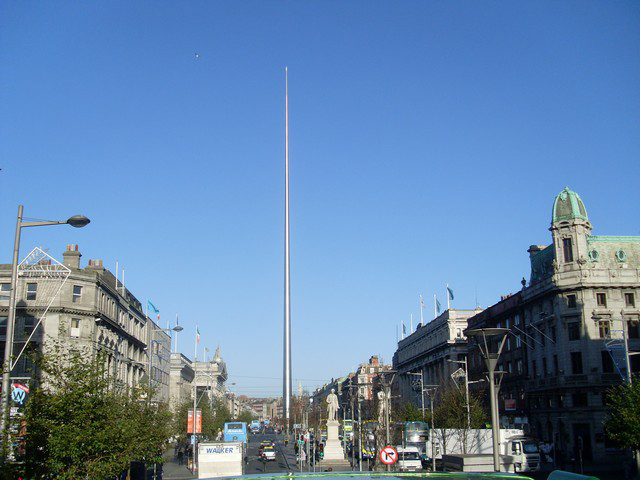
尖塔

### 公園

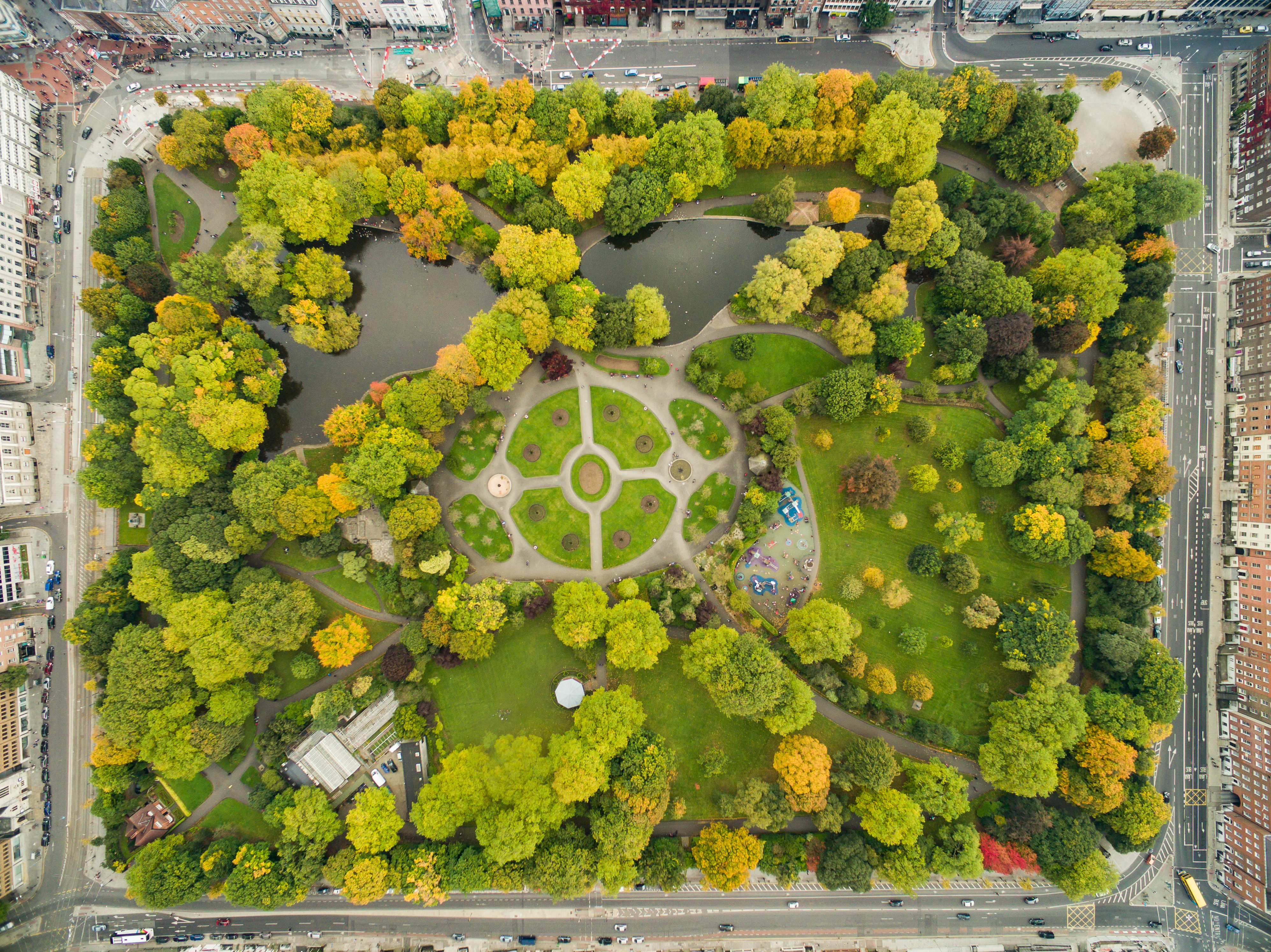
セント・スティーブンス・グリーンの空中写真

ダブリン市内には多くの緑地があり、ダブリン市議会が1,500ヘクタール（3,700エーカー）以上の公園を管理している。公営の公園には、フェニックス・パーク、ハーバート・パーク、セント・スティーブンス・グリーン、セント・アンズ・パーク、ブル島などがある。フェニックス・パークは、市内中心部から西に約3km、リフィー川の北側に位置している。周囲16kmの城壁は707ヘクタール（1,750エーカー）を囲み、ヨーロッパ最大級の城壁都市公園のひとつとなっている。草原と並木道があり、17世紀以来、野生の休耕地の鹿の群れが生息している。1751年に建てられたアイルランド大統領公邸（Áras an Uachtaráin）、ダブリン動物園、アシュタウン城、アメリカ大使の公邸も公園内にある。また、音楽コンサートや日本文化を紹介するエクスペリエンス・ジャパンなどのイベントが開催されることもある。
セント・スティーブンス・グリーンは、繁華街のひとつであるグラフトン・ストリートとスティーブンス・ショッピングセンターに隣接しており、周辺の通りには公共機関が立ち並んでいる。
セント・アンズ・パークは、北岸の郊外にあるレヒーニーとクロンターフの間で共有されている公園で、レクリエーション施設としても利用されている。ダブリンで2番目に大きい市営公園であり、1835年にベンジャミン・ギネスを始めとするギネス家の一族によって集められた2km2の敷地の一部で、5kmにおよぶ海辺が特徴的である。

## 文化

### 芸術

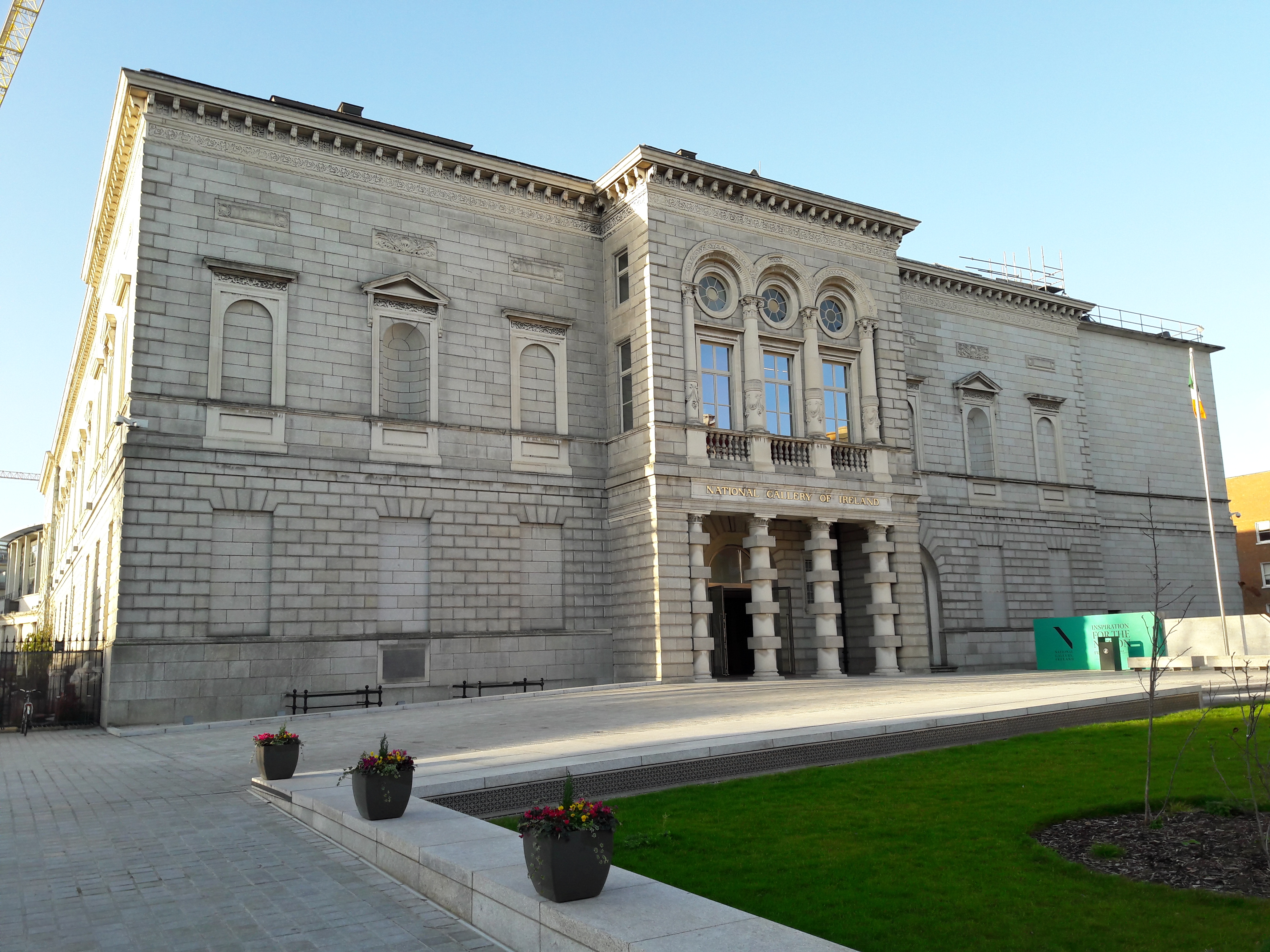
アイルランド国立美術館

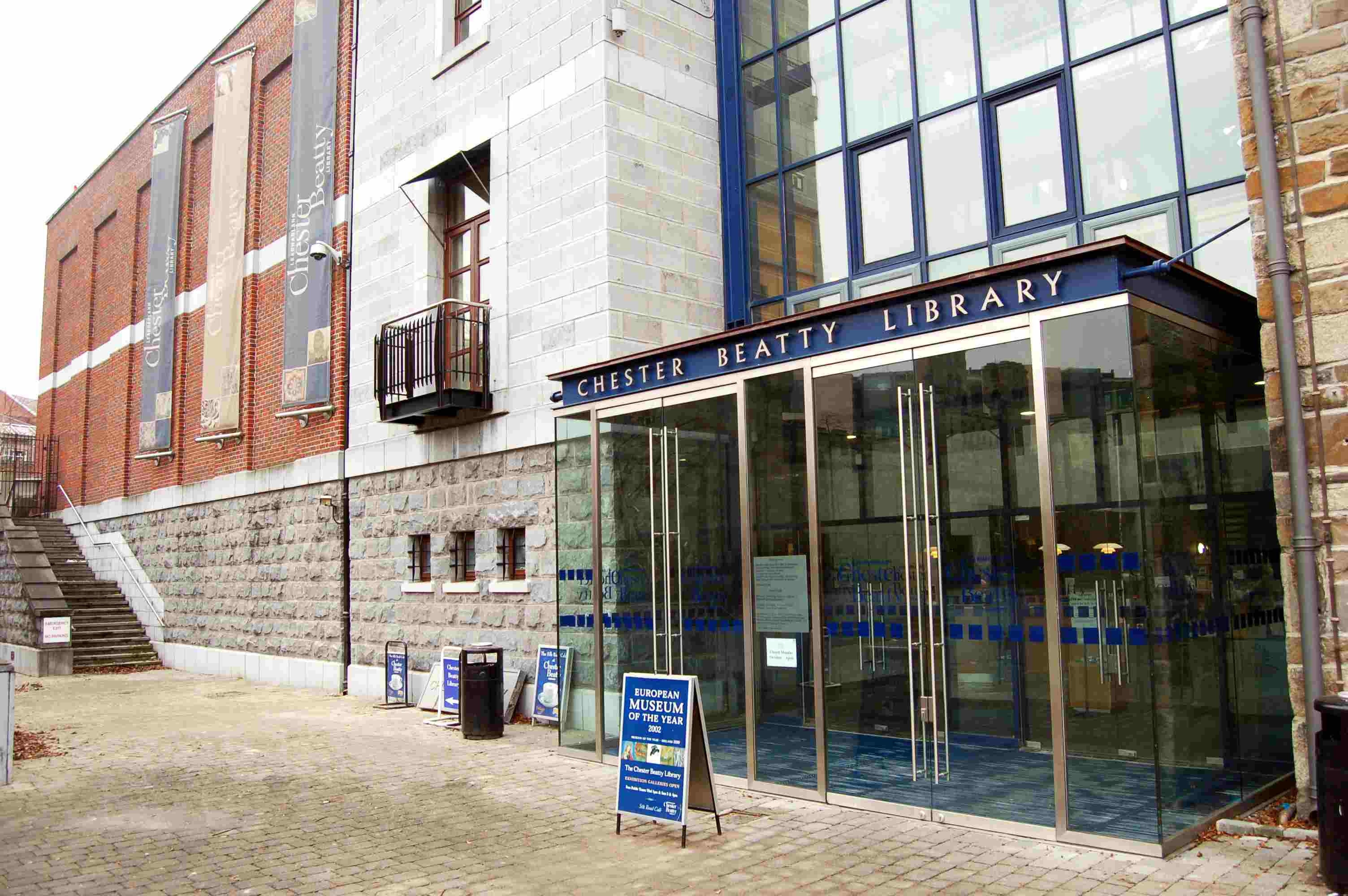
チェスター・ビーティ図書館

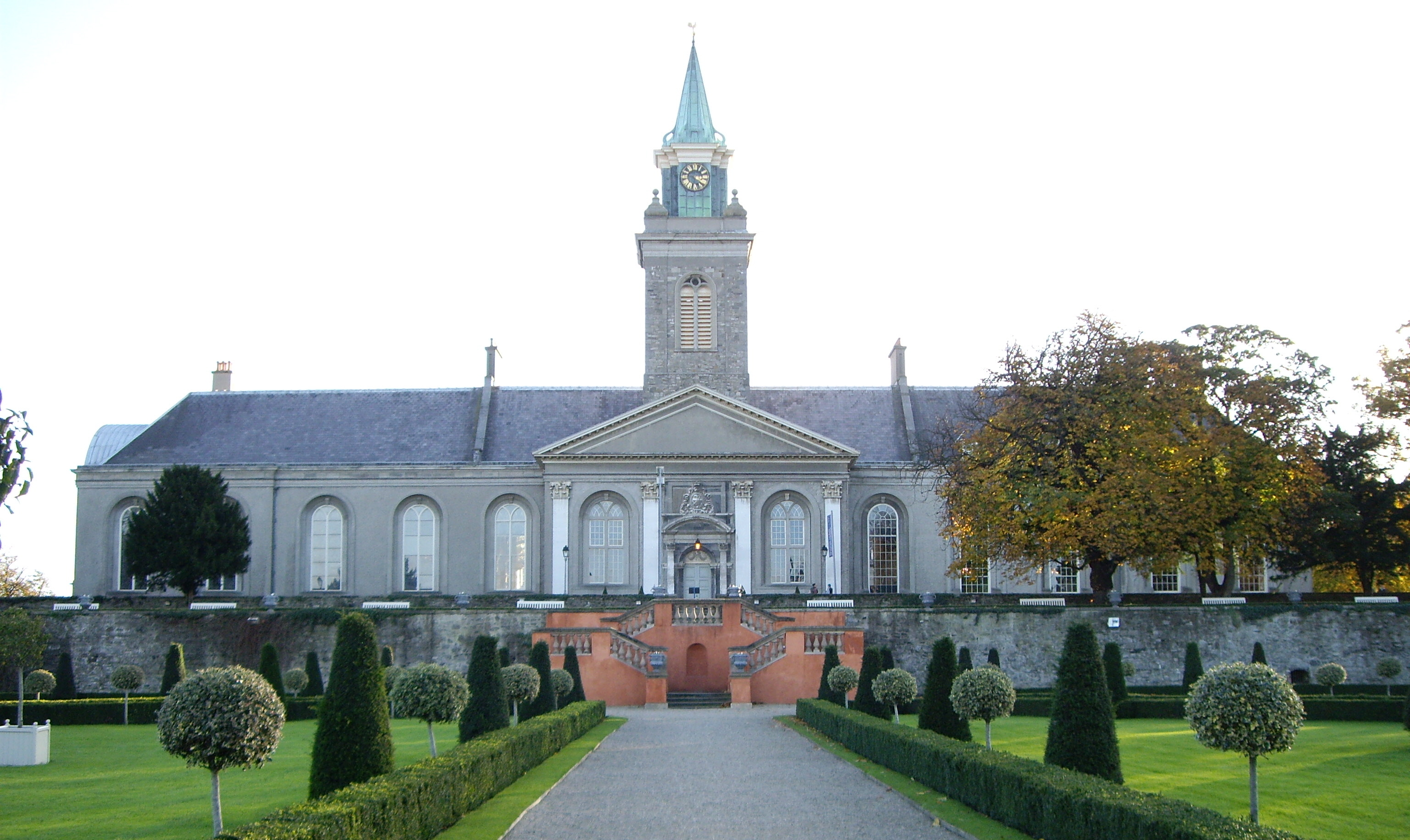
アイルランド現代美術館

ダブリンには重要な文学の歴史があり、ノーベル賞受賞者のウィリアム・バトラー・イェイツ、ジョージ・バーナード・ショー、サミュエル・ベケットなど、多くの文学者を輩出している。その他にも、オスカー・ワイルド、ジョナサン・スウィフト、ドラキュラ伯爵の生みの親であるブラム・ストーカーなど、影響力のある作家や劇作家を輩出している。町の南の郊外には、ジェイムズ・ジョイスが一時滞在していた建物が記念館として残っている。ジョイスはこの地の人々の日常と町の歴史や苦難の過去を重ね写しにした佳作『ダブリン市民』という短編集も書いた。記念館はナポレオンの侵攻に備えて作られた見張り塔だった建物で、チェスの城の駒のかたちで異様な体をなしている。ジョイスの代表作『ユリシーズ』は、ホメロス『オデュッセイア』の主人公2人に見立てたブルームとスティーヴン・ディーダラスが、ダブリンの町を知らず知らず互いを求めながらさまよう物語である。また、この地の出身の哲学者にして、聖職者バークリ僧正は、アメリカに宣教に赴き、カリフォルニア大学バークリ校にその名前を残した。他にも、ジョン・ミリントン・シング、ショーン・オケーシー、 ブレンダン・ビハン、メイヴ・ビンチー、ジョン・バンヴィル、ロディ・ドイルなどの著名な作家が名を連ねている。ダブリンには、アイルランド国立版画博物館やアイルランド国立図書館など、アイルランド最大の図書館や文学博物館がある。ジェイムス・ジョイスタワーと博物館や、かつて存在したダブリン・ライターズ・ミュージアム、2019年に開館したアイルランド文学博物館など、文学館は多数ある。2010年7月、ダブリンはエディンバラ、メルボルン、アイオワシティに続き、ユネスコの文学都市に選ばれた。

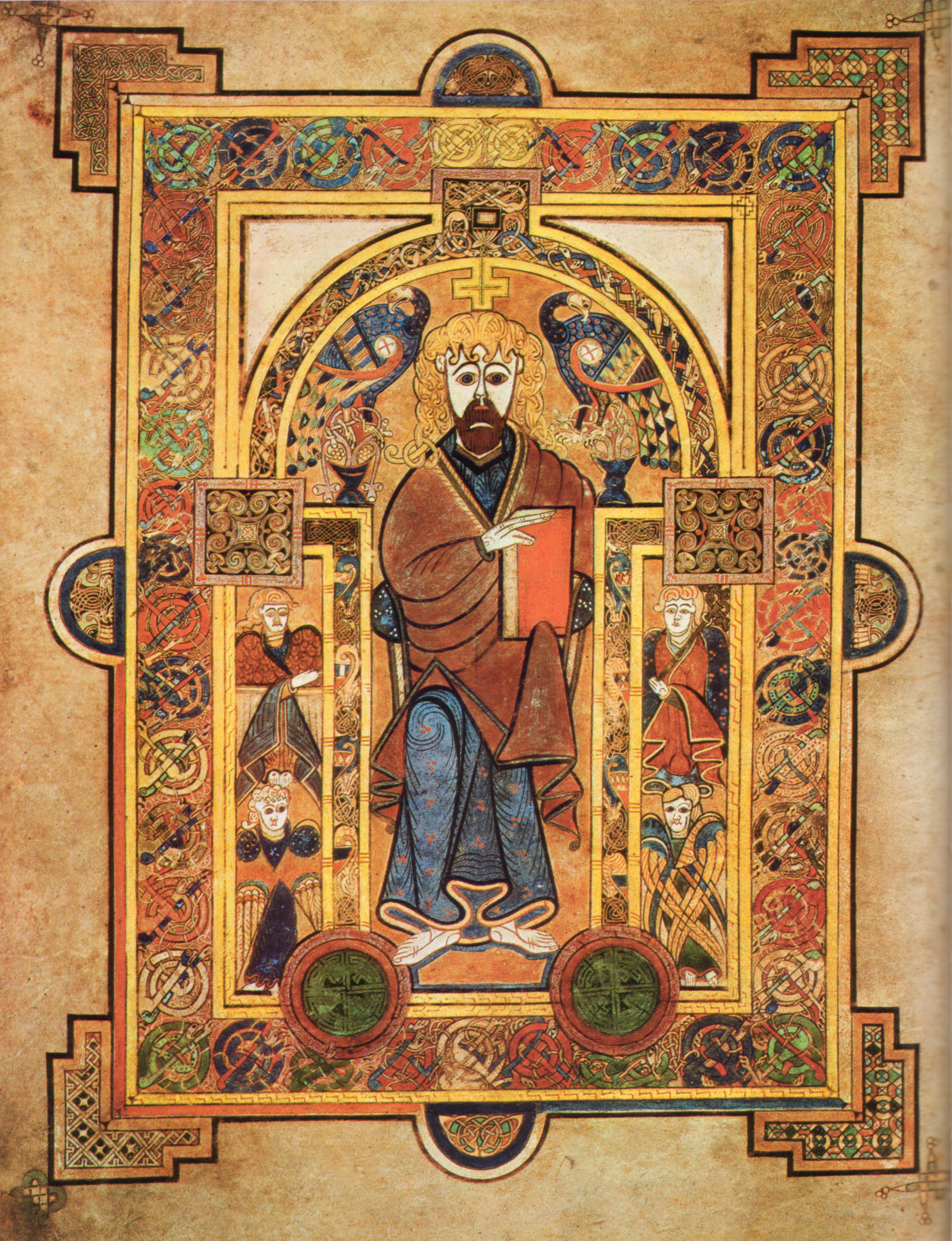
ケルズの書

市内中心部には数々の劇場があり、ノエル・パーセル、マイケル・ガンボン、ブレンダン・グリーソン、スティーヴン・レイ、コリン・ファレル、コルム・ミーニイ、ガブリエル・バーンなど、ダブリンの演劇界からは様々な俳優が登場している。最もよく知られている劇場は、ゲイエティ・シアター、アベイ座、オリンピア劇場 、ゲート座、ボード・ガシュ・エナジー・シアターなどがある。ゲイエティ・シアターは、ミュージカルやオペラの作品を専門としており、様々なライブ音楽、ダンス、映画を開催している。アベイ座は、1904年にイェイツを含むグループによって、土着の文学者の才能を促進する目的で設立された。その後、ジョン・ミリントン・シング、イェイツ自身、ジョージ・バーナード・ショーなどの作家の何人かに躍進をもたらした。ゲート座は1928年にヨーロッパとアメリカの前衛作品の振興を目的に設立された。ボード・ガイス・エナジー・シアターは、2010年にグランド・カナル・ドックに開場した劇場である。
ダブリンは、アイルランドの文学や演劇の中心地であるだけでなく、アイルランドの芸術や芸術シーンの中心地でもある。ダブリン大学トリニティ・カレッジには、西暦800年にケルト人の僧侶によって制作された写本の『ケルズの書』が展示されている。ダブリン城に設けられたチェスター・ビーティ図書館には、アメリカの大富豪（アイルランドの名誉市民）であるアルフレッド・チェスター・ビーティ卿（1875年 - 1968年）が収集した写本、細密画、版画、描画、貴重書、装飾美術のコレクションが収蔵されている。紀元前2700年以降のもので、日本の長恨歌絵巻など、アジア、中東、北アフリカ、ヨーロッパの美術コレクションを所蔵している。
また、アイルランド現代美術館、国立美術館、ヒュー・レーン・ギャラリー、ダグラス・ハイド・ギャラリー、プロジェクト・アーツ・センター、ロイヤル・ハイバーニアン・アカデミーの展示スペースなどのギャラリーは、ダブリン市内のいたるところにあり、無料で見学することができる。
アイルランド国立博物館には、キルデア通りにある考古学、コリンズ・バラックスにある装飾美術・歴史、メリオン通りにある自然史の3つの分館がある。フィッツウィリアム通りの29番館やセント・スティーブンス・グリーンの ダブリン・リトル・ミュージアム などの小規模な博物館もある。ダブリンには、1746年に設立されたアート＆デザイン国立大学（NCAD）と1991年に設立されたダブリン・デザイン研究所がある。ダブリニアは、ダブリンのヴァイキングや中世の歴史を紹介する歴史のアトラクションである。
ダブリンが2014年の世界デザイン首都の開催候補に選ばれた。当時の首相のエンダ・ケニーは、ダブリンは「2014年に世界デザイン首都を開催するのに理想的な候補になるだろう」と発言した。

### 娯楽

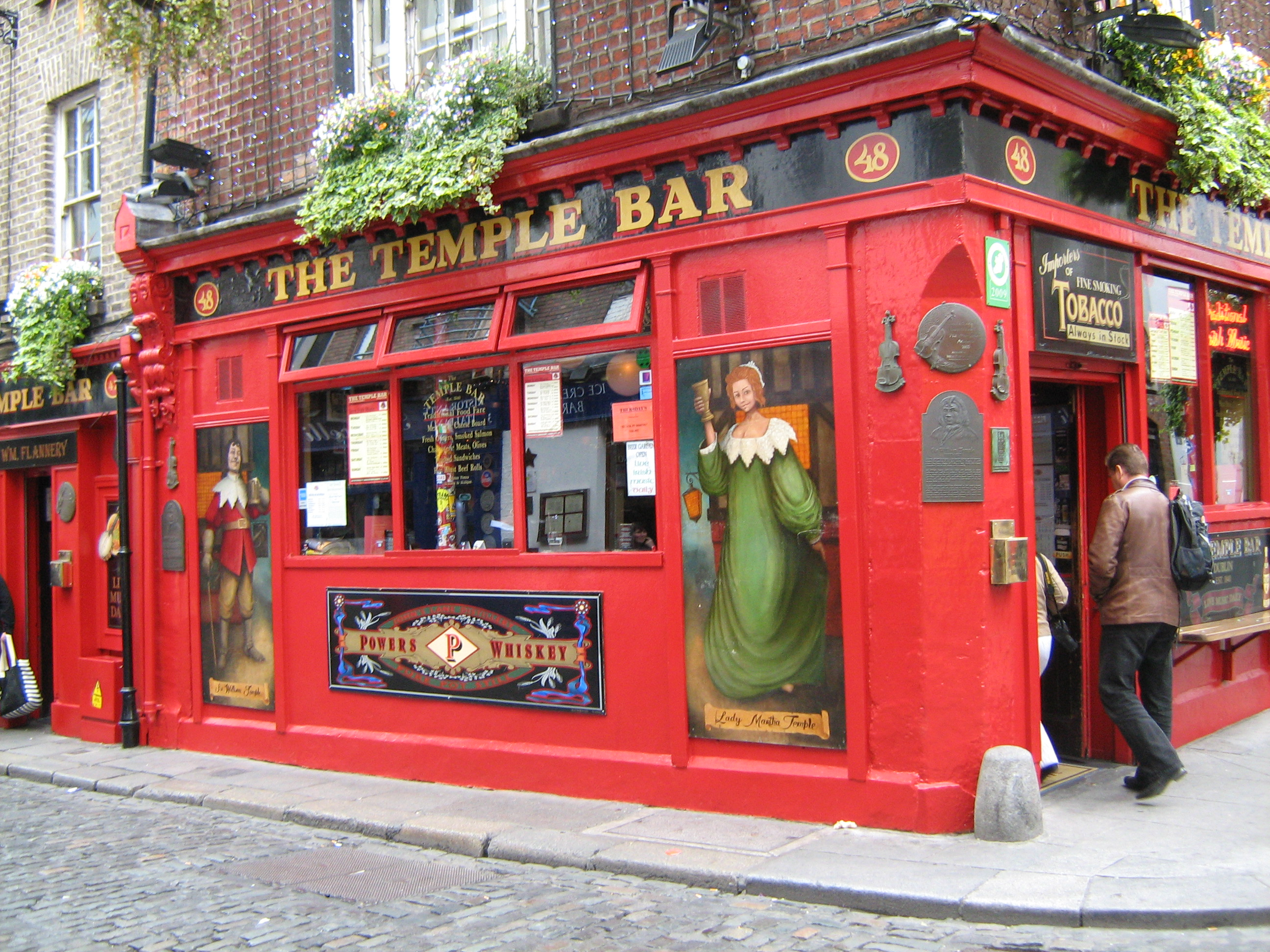
テンプルバー・パブ（テンプルバー地区）

ダブリンはナイトライフが盛んであり、ヨーロッパで最も若者が多い都市のひとつとされており、市民の50％が25歳以下と推定されている。セント・スティーブンス・グリーンやグラフトン通り周辺、ハーコート通り、カムデン通り、ウェックスフォード通り、リーソン通りはナイトクラブやパブが多くある場所である。
市内中心部のテンプルバー地区はかつて荒廃していたが、政府の再開発計画によりパブ、ギャラリー、レストラン、カフェ、映画館、クラブ、ライブハウスなどの集中する観光名所・若者の地域として生まれ変わった。イギリスからのバチェラー・パーティーやバチェロレッテ・パーティーなども行われている。

### 音楽
市内の各所では路上で大道芸を繰り広げるミュージシャンの姿を見かける。ダブリンはザ・ダブリナーズ、シン・リジィ、ブームタウン・ラッツ、U2、ザ・スクリプト、シネイド・オコナー、ボーイゾーン、コーダライン、ウエストライフ、ボブ・ゲルドフ、マイ・ブラッディ・ヴァレンタインなどの国際的な成功を収めた音楽家やグループを輩出してきた。ダブリンには、ウィーランズ（Whelans）やヴィカー・ストリート（Vicar Street）など、一週間を通してライブミュージックを開催する中規模の会場がいくつかある。ダブリン・ドックランズにある3アリーナでは、世界的なパフォーマーの来日公演が行われている。

### 料理
2018年のミシュランガイドで、ダブリンにある5つのレストランはミシュランの星を獲得している。アイルランド出身のケビン・ソーントンは2001年にミシュランの2つ星を獲得している。ダブリン技術学院（現在のダブリン工科大学）では、1999年に料理技術の学士号が追加された。
歴史的には、アイルランドのカフェは、メディアで働く人々のものとされていた。21世紀に入ってからは、ダブリンでのアパート暮らしの増加に伴い、カフェには、気軽に集まれる場所やその場しのぎのオフィスを探している若者が集まった。ダブリンではカフェの人気が高まり、Java Republic、Insomnia、O'Brien's Sandwich Barsなどのアイルランド経営のコーヒーチェーンが国際的な競争相手となっている。2008年には、アイルランド人バリスタのスティーブン・モリッシーが世界バリスタ・チャンピオンの称号を獲得した。
紅茶、コーヒーの製造とカフェを運営しているビューリーズは、ダブリンに本社および本店を置いている。

## スポーツ

### GAA
クローク・パークはアイルランド最大のスポーツスタジアムである。ゲーリック体育協会（GAA）の本部で、収容人数は82,300人である。バルセロナのカンプ・ノウ、ロンドンのウェンブリー・スタジアムに次ぐ、ヨーロッパで3番目に大きなスタジアムとなる。ゲーリックフットボールやハーリングの試合、国際ルール・サッカー、不定期にコンサートを含むその他のスポーツイベントや非スポーツイベントが開催されている。モハメド・アリは1972年にここで戦い、2003年のスペシャルオリンピックスの開会式と閉会式の司会を務めた。また、会議や宴会場も併設されている。GAA博物館があり、スタジアムの屋上を歩くツアーなども行われている。ランズダウン・ロードの再開発中、クローク・パークは、ラグビーアイルランド代表とサッカーアイルランド共和国代表の本拠地となったほか、2008年 - 2009年のヨーロピアンラグビーチャンピオンズカップ準決勝のマンスター対レンスター戦が開催され、ラグビーの試合としては世界最高の観客動員数を記録した。ダブリンGAAチームは、ホームリーグのハーリングの試合のほとんどをパーネル・パークで行っている。

### ラグビー

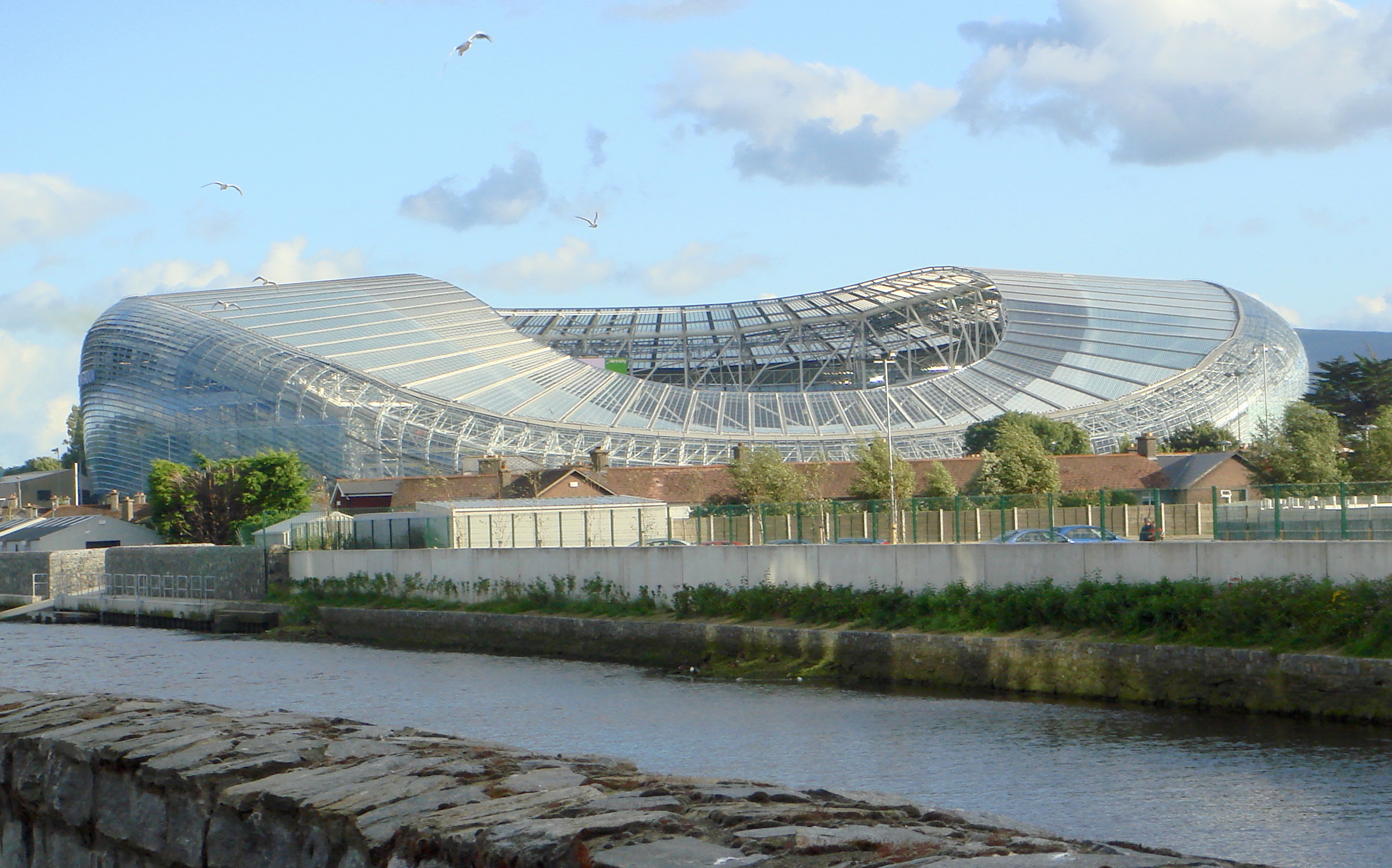
アビバ・スタジアム

ランズダウン・ロードは1874年に建設された。ラグビーアイルランド代表とサッカーアイルランド共和国代表の会場となっていた。アイルランドラグビー協会、フットボール・アソシエーション・オブ・アイルランド、アイルランド政府の共同事業により、2010年5月に開場となった5万席の最新設備を備えたアビバ・スタジアムに再開発された。アビバ・スタジアムでは、2011年のUEFAヨーロッパリーグ決勝戦が開催された。ラグビーユニオンのレンスター・ラグビーは、RDSアリーナとアビバ・スタジアムでホームゲームを行う。

### サッカー
ダブリン県には、ボヘミアンFC、シャムロック・ローヴァーズFC、セント・パトリックス・アスレティックFC、ユニバーシティ・カレッジ・ダブリンAFC、シェルボーンFC、キャビンティーリーFCの6つのリーグ・オブ・アイルランド（サッカー）がある。アイルランドで初めてヨーロッパ大会のグループステージ（2011-12 UEFAヨーロッパリーグのグループステージ）に進出したのは、南ダブリン市のタラ・スタジアムでプレーするシャムロック・ローバーズFCだった。ボヘミアンFCは、国内最古のサッカースタジアムであり、1904年から1990年までアイルランドのサッカーチームのホームグラウンドであったデイリーマウント・パークでプレーしている。セント・パトリック・アスレティックFCはリッチモンド・パークで、ユニバーシティ・カレッジ・ダブリンAFCはダン・レアリー＝ラスダウン市のUCDボウルで、シェルボーンFCはトルカ・パークでプレーしている。

### クリケット
ダブリンには、キャッスル・アベニューとマラハイド・クリケット・クラブ・グラウンドの2つのODIクリケット・グラウンドがある。キャッスル・アベニューでは、1999年5月21日にバングラデシュが西インド諸島と対戦した1999年クリケットワールドカップの一環として、最初のワンデー国際試合が開催された。ダブリン大学トリニティ・カレッジのカレッジ・パークは、アイルランド初のテスト・クリケットの試合、2000年のパキスタンとの女子試合が行われた。また、男子のクリケットアイルランド代表は、2018年の間にマラハイド・クリケット・クラブ・グラウンドでパキスタンとの初のテスト・マッチを行った。レンスター・ライトニングは、カレッジ・パークでホームの地方間試合を行っている。

### その他
ダブリン・マラソンは1980年から10月末に開催されている。女子ミニ・マラソンは、1983年からアイルランドの銀行の休日でもある6月の第一月曜日に開催されている。世界最大の全女性のイベントと言われている。グレート・アイルランド・ラン（Great Ireland Run）は、4月中旬にダブリンのフェニックス・パークで開催されている。
シェールボーン・パークでドッグレースが、レパーズタウンでは競馬が開催されている。ダブリン・ホース・ショーは、1982年に障害飛越競技の世界選手権が開催されたダブリン王立協会（RDS）で開催される。